# Linden (België)
Linden is een dorp in de Belgische provincie Vlaams-Brabant en de noordwestelijke deelgemeente van Lubbeek. Linden grenst in het westen aan Kessel-Lo, in het zuiden aan Pellenberg, in het noorden aan Holsbeek en in het oosten aan Kortrijk-Dutsel en het gehucht Sint-Bernard. Linden was een zelfstandige gemeente tot aan de gemeentelijke herindeling van 1977. Het is met 599 ha de kleinste deelgemeente van Lubbeek, maar telt na Lubbeek het grootste aantal inwoners.

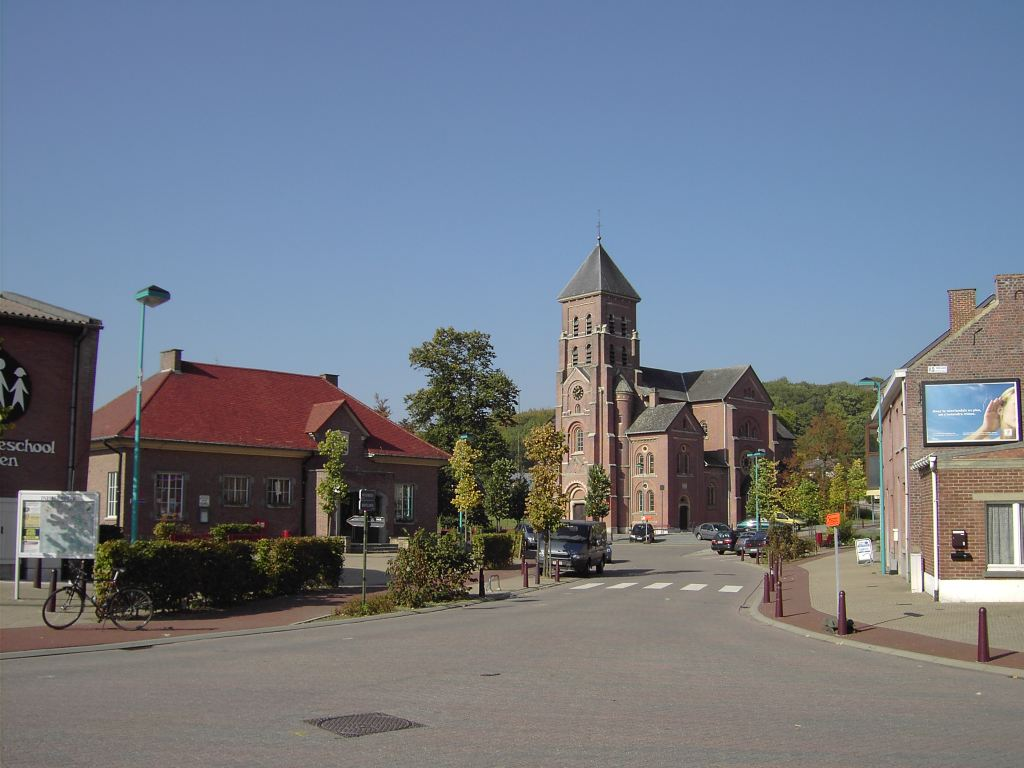
Dorpskern Linden met de kerk en het oud gemeentehuis

## Toponymie
De naam “Linden” komt waarschijnlijk voort van de lindeboom, maar niets kan dit met zekerheid bevestigen, zoals we niet weten of de linde op het Plein stond aan de wegensprong of verder in het dorp achter de oude kerk. Linden werd soms ook Lenden geschreven of vaak ook Linge zoals het volk de naam uitspreekt.
De Germaanse verering van de lindeboom legt uit waarom er zoveel dorpen de naam Linden dragen.

## Geschiedenis

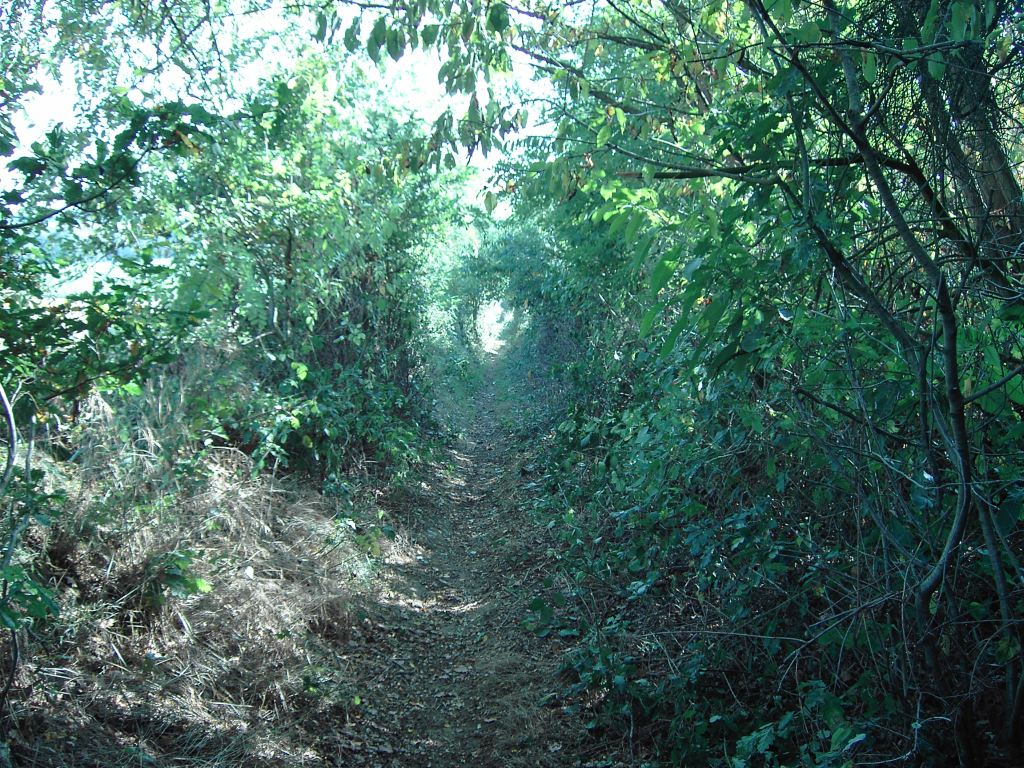
Veldweg in Linden

### Neolithicum
De geschiedenis van Linden begint rond 2500 voor Christus. In de omliggende bossen werden open plekken vrijgemaakt voor landbouw, waardoor grote erosie ontstond die de humus en de leemlagen naar de valleien deed afschuiven. Zo ontstonden reeds in dat tijdperk de schilderachtige holle wegen die in Linden en omstreken talrijk aanwezig zijn.
Hoewel er in de omliggende streken talrijke bewijzen zijn van Romeinse aanwezigheid is er in Linden geen enkel bewijs dat er mensen woonden in de 3e eeuw.

### Feodaletijd
Sinds de 12e eeuw zijn de heren van Linden bekend, grootgrondbezitters die geen bescherming van een graaf nodig hadden. Ze leefden op hun heerlijkheid in de villa (hoeve), waar ze recht spraken. In die tijd trokken veel inwoners van Linden naar Leuven, meer bepaald naar het castrum daar waar ze in alle veiligheid konden leven. Pas in 1158 vinden we in een brief van Godeschalk van Affligem het eerste doorslaand bewijs dat er een kerk was in Linden vóór 1125. In het jaar 1498 kwam er echter een einde aan de heren van Linden - er was geen wettelijke mannelijke erfgenaam - en ging de titel over naar een patriciërsgeslacht van Leuven, het geslacht Van den Calsteren. In het jaar 1379 is er in een document sprake van het kasteel van Linden, het buitenverblijf voor de familie Van den Calsteren.
Net zoals alle oude Germaanse dorpen lagen de akkers rond de dorpskern en werd de kerk gebouwd op de rand van die akkers. In Linden stond de kerk naast het huis van de heer, wat besluit dat het een domaniale kerk was. Linden was dus een kleine nederzetting rond een groot domein. Buiten deze kern lagen nog andere kleine huizengroepjes langs de wegen. Veel van die wegen dateren nog uit de voorhistorie. De twee belangrijkste die door Linden liepen, en er nu nog zijn, zijn de Houwaartse baan en de baan Leuven-Diest.

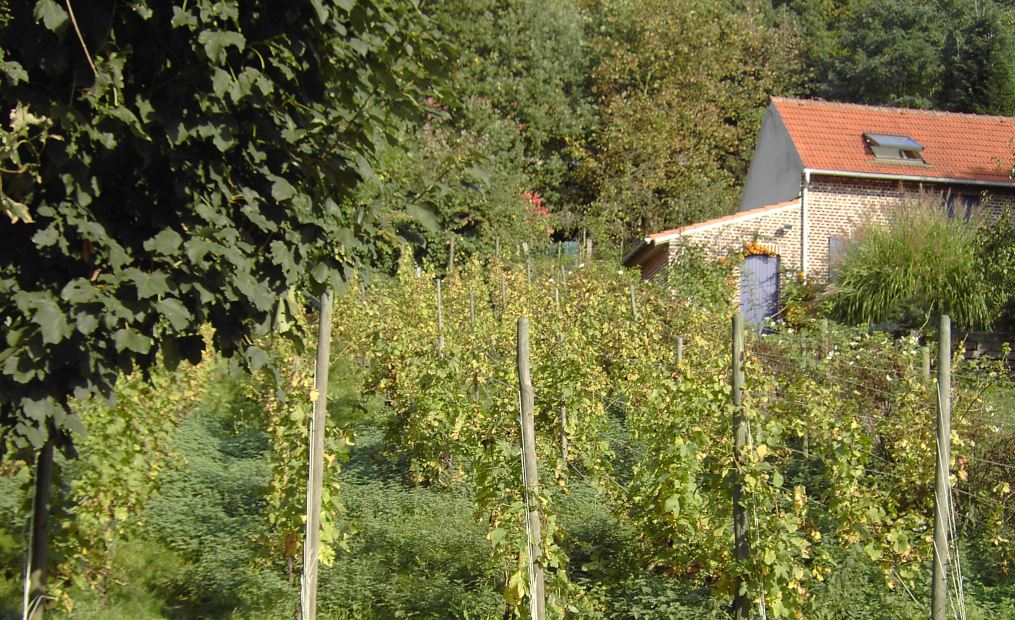
Wijnbouw vlak buiten de dorpskern

Op het gebied van landbouw was Linden heel traditioneel: het dorp was opgedeeld in kouters, akkers, weilanden, ... , er was een drieslagsysteem, er ontstonden driesen (kunstmatige weides), er werd vee gehouden, enz. Opmerkelijk is dat er al sprake was van wijnbouw in Linden tijdens deze periode, meer bepaald op de Schoorbergen.
In de 16e eeuw brandde het dorp echter volledig uit en zijn er veel archiefstukken verloren gegaan. Groot was Linden niet: zo'n dozijn hoeven en een twintig houten huizen. Volgens een kohier van 1686 leefden er in Linden 120 mensen. Volgens een telling van de handenarbeiders in 1755 woonden er 45 zielen (kinderen inbegrepen). Het was dus een dunbevolkt, onooglijk dorpje, men zou bijna zeggen: 'zonder geschiedenis'.
Tijdens het bewind van de Spanjaarden werd Linden totaal verwoest, het kasteel lag in puin en de inwoners hadden hun onderkomen genomen in de omliggende dorpen die gespaard bleven. Tot op het einde van de 17e eeuw heerste er rust: het dorp werd heropgebouwd en de boeren konden in vrede hun velden beploegen. In 1660 brak de pest uit.

### Nieuwe tijd
In 1779 was de bevolking van Linden al gegroeid tot 300. Vanaf 1794 braken er moeilijke tijden aan voor Linden en omstreken door de aanhechting bij Frankrijk. De oogst moest ingeleverd worden. In 1798 brak de Boerenkrijg uit. Dit werd een beroerde tijd voor Linden want de opstandelingen opereerden vanuit de abdij van Vlierbeek.

### Nieuwste tijd

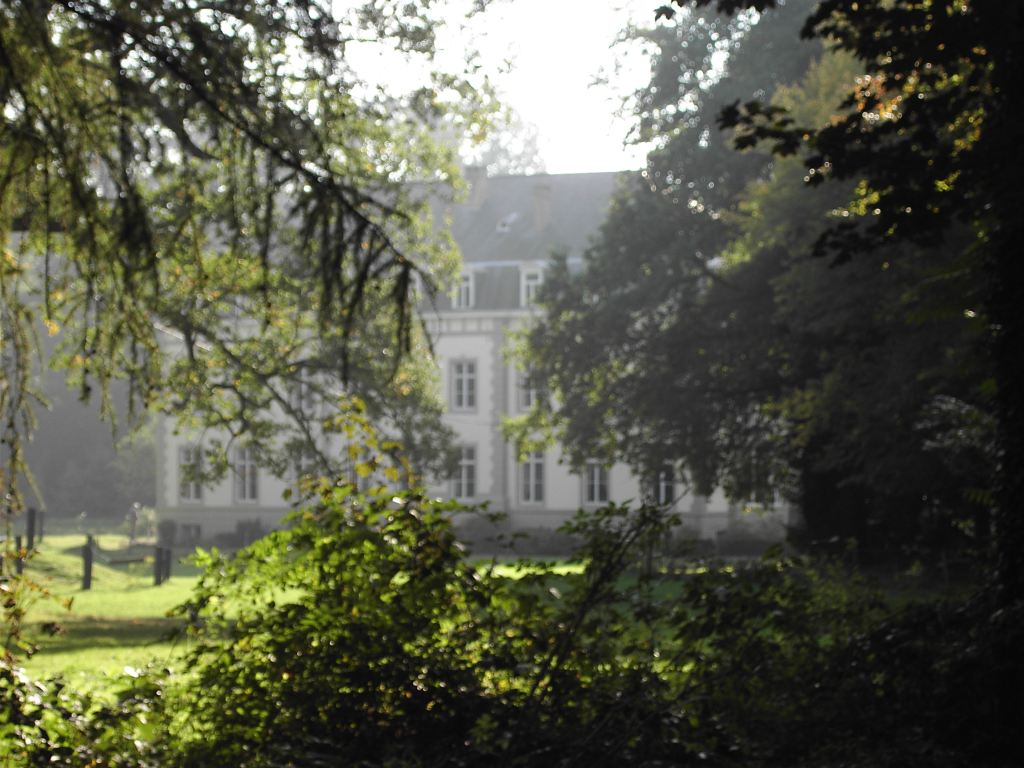
Het wit kasteel te Linden

Tegen het jaar 1823 stonden er 143 huizen met 718 inwoners en waren er 6 grote pachthoeven onder andere op de Speelberg en aan het Wit kasteel. In het jaar 1827 ontstond de gemeente Kessel-Lo, dit door een voorstel van de baron. Stemmen gingen op om de kerk in Linden af te breken en de bewoners afhankelijk te maken van Vlierbeek. Het was de baron die er op aandrong Kessel en Lo samen te voegen tot 1 gemeente zodat Linden haar kerk kon behouden.
In 1830 brak de Belgische Revolutie los in Brussel en ook Linden werd in de strijd betrokken. Daarvan getuigen de witstenen kruisen die in Linden staan bij het Plein, in het holle gedeelte van de Kortrijkdreef, in de Jan Davidtsstraat en aan het einde van de Kortrijkstraat. Zo bezette een Hollands leger Linden tijdens de tocht van Maastricht naar Brussel. Op 21 juli 1831 deed Leopold I zijn intrede in Brussel maar een maand later vielen de Hollanders opnieuw aan. Een Belgische eenheid onder leiding van generaal Niellon kreeg bevel de Loberg en Lubbeek te bezetten. Op de ochtend van 12 augustus werden ze aangevallen en sloegen op de vlucht door Linden. Extra troepen werden naar de Speelberg gestuurd om generaal Niellon te ondersteunen.
Bij het begin van de 19e eeuw was de economische toestand niet veel anders dan deze van de vorige eeuw. De wegen waren niet verhard en bij de minste regenval werden ze omgetoverd tot modderpaden. Ondanks de vrede zag de bevolking af: de aardappeloogsten mislukten en er heerste hongersnood. In 1832, 1849 en 1865 werd het dorp geteisterd door een cholera-epidemie. In 1846 telde het dorp 487 inwoners en 139 huizen. Het overgrote deel van de bevolking leefde van de landbouw. Buiten een smid, timmerman, enkele metsers en bezembinders leefden er weinig handarbeiders. Ook gingen er jongens in de winter in de Waalse steenkoolmijnen werken. Ontspanning was er in de vorm van gilden en fanfares.

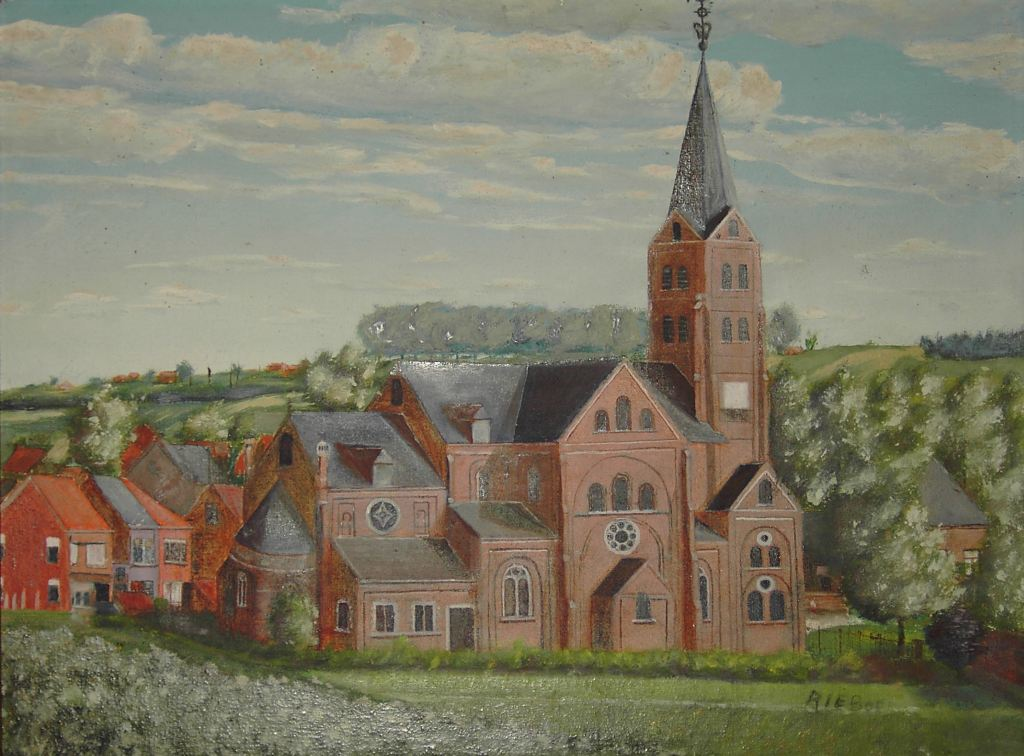
De nieuwe kerk zoals ze in 1878 ingewijd werd

Op 10 juli 1874 viel de bliksem op de oude kerk aan het kerkhof die ernstig beschadigd werd. Hierbij was opnieuw de aandacht getrokken op het probleem van de veel te kleine kerk. Toen bleek dat de vergroting van het huidige kerkje onbegonnen werk was, werd op de gemeenteraad besloten een nieuwe kerk te bouwen. De nieuwe kerk werd meer naar het oosten geplaatst. In 1878 werd de nieuwe romaans-byzantijnse kerk ingewijd.
In navolging van de gemeenteschool werd er ook een zusterschool opgericht in Linden in 1879. De school kende zo'n succes dat zelfs kinderen van Kessel-Lo, Pellenberg, Sint-Bernard en Kortrijk-Dutsel er les kwamen volgen.

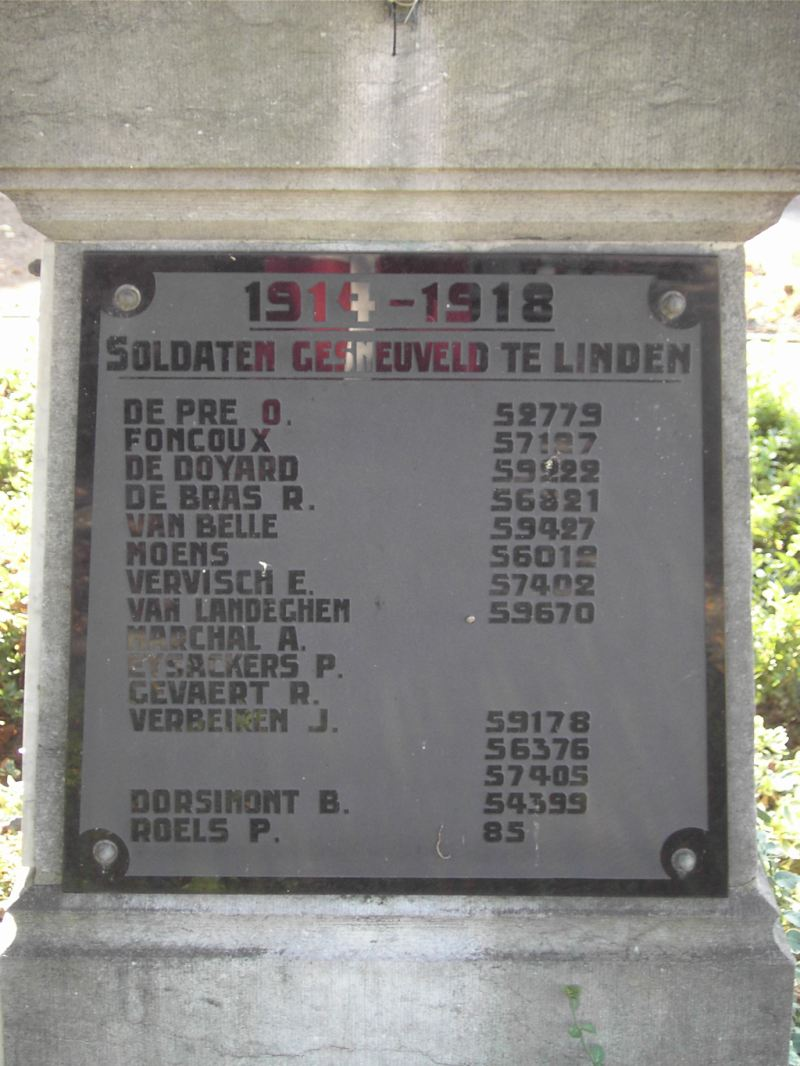
Oorlogsmonument voor de oorlogsslachtoffers van '14-'18

#### Eerste Wereldoorlog
De 19e augustus 1914 trokken de Duitsers Linden binnen: 96 huizen werden geheel en 13 gedeeltelijk in brand gestoken. Tijdens de tweede uitval van het Belgisch leger werd besloten het kasteel te Linden te heroveren. Op 10 september werd het kasteel de Beauffort bevrijd maar de verder geplande aanval ging niet door. Ondertussen had de 7e Linie de steenweg op Diest overgestoken en was met de vijand slaags geraakt nabij de heuvels ten zuiden van de steenweg. Op zaterdag 12 september kwam er een nieuwe tegenaanval van de Belgische strijdkrachten. Infanteristen en karabiniers zaten op 2 km van Leuven toen ze het bevel kregen zich terug te trekken naar Steenveld. Zo eindigde voor Linden de militaire operaties in verband de tweede Belgische uitval uit de vesting Antwerpen. Belgische troepen waren erin geslaagd, ten koste van 8000 doden en gekwetsten, belangrijke Duitse troepen, drie reservedivisies en drie brigaden Landwehr, reeds op weg naar Frankrijk, terug naar het Belgisch front te doen zenden.

#### Tweede Wereldoorlog
In mei 1940 brak voor België de Tweede Wereldoorlog uit en ditmaal zou het kleine Linden een belangrijke rol spelen in het gewapend verzet, bijzonder door het Partizanenleger. In de loop van 1942-1943 ging men over tot oprichting van meerdere Bataljons: zo werd Linden gekozen als hoofdkwartier van het 1e Bataljon bestaande uit Kessel-Lo, Linden, Lubbeek en Kortrijk-Dutsel. Gedurende maanden vertrokken uit Linden de bevelen, koerier en manschappen, die de Duitsers het vuur aan de schenen legden.
Op 21 en 23 december 1943 werden tientallen personen gearresteerd. Na de onmenselijke behandeling in Breendonk - waar twee onder hen gefusilleerd werden - begon de tocht naar de Duitse gruwelkampen. Twaalf Lindenaars stierven er van ellende.

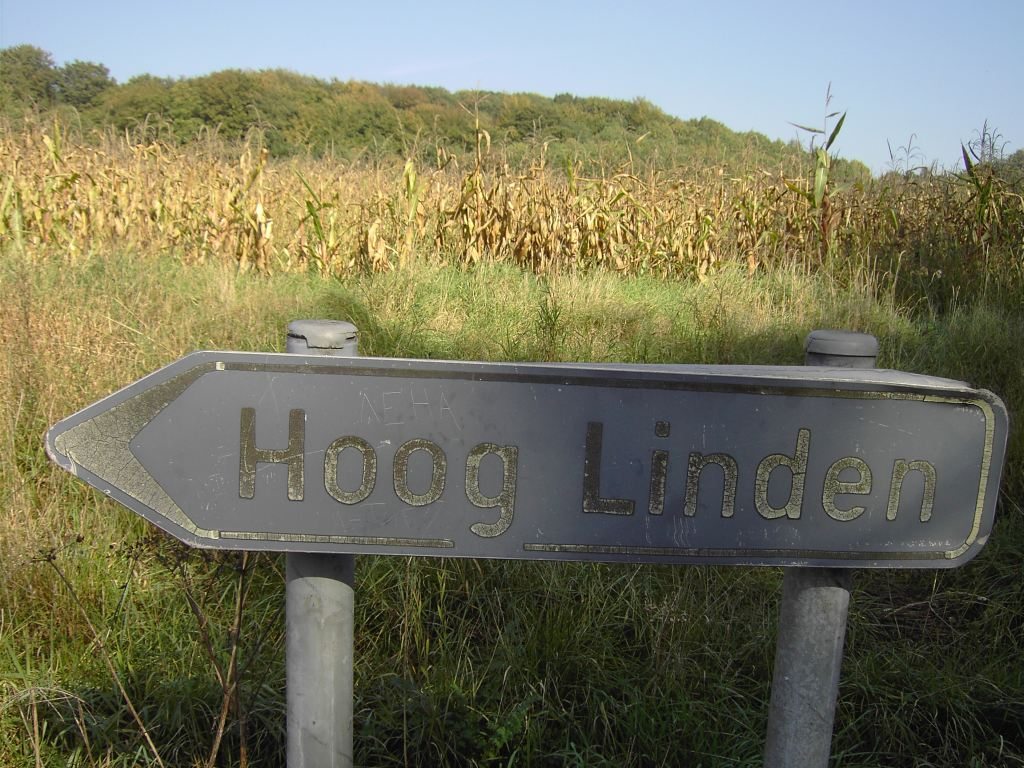
Linden - wegwijzer naar Hoog-Linden

### Eigen tijd
Op het einde van de jaren 50 was Linden nog een kleine gemeente van amper duizend zielen. Onder leiding van burgemeester Wierinckx begonnen nieuwe tijden voor Linden. De keuze werd gemaakt om van Linden een agglomeratie-gemeente te maken. Om wilde bebouwing te voorkomen werd er in de haast een plan gemaakt en voorrang werd verleend aan de "Dorpsring": Zoutrootjesstraat, Rozenstraat, Tempelstraat, Eikenstraat, Groenstraat, Steenveldstraat. Woonwijken werden aangelegd in het "Rozenveld" en in "Hoog Linden". De zusterschool kreeg een nieuwe vleugel en er kwam een nieuwe jongensschool. Er werd ook een nieuw gemeentehuis gebouwd in de vorm van een villa. Ook was er een plan voor een nieuwe kerk. Linden bleef groeien en nieuwe verkavelingen werden aangelegd, recente verkavelingen zijn Sliepersveld en Kerkenbos.

## Geografie
Bodemkundig ligt Linden in het Midden-Hageland. Dit gebied kan onderverdeeld worden in drie landschappen: de hoogvlakten van Pellenberg, het afwateringsgebied van de Demer en het afwateringsgebied van de Velpe. De bodem van Linden bestaat hoofdzakelijk uit zand. De Tempelbeek en de Abdijbeek zijn de enige waterlopen van Linden. Het Diestiaans massief is meestal bebost met naaldbomen en vaak begroeid met heide en brem. De gronden, opgebouwd uit zandlemig materiaal, zijn sinds geruime tijd ontgonnen en vormen het cultuurlandschap van de hoogten. De laagvlakte is hoofdzakelijk cultuurlandschap, en het laagste gedeelte – de vallei van de Abdijbeek – is beplant met loofhout. Vroeger werd het laagvlakte ook beplant met laagstamfruit maar door de recente bebouwingen is daar niets meer van te merken.

## Bezienswaardigheden
- Het Rood Kasteel
- Het Kasteel de Beauffort
- De Sint-Quintinuskerk

## Natuur en landschap
Linden ligt in het Hageland op een hoogte van 35-80 meter. Door de nabijheid van Leuven is de plaats sterk verstedelijkt. De Abdijbeek stroomt door Linden. Men vindt op het grondgebied van Linden het Linden- en Chartreusebos.

## Demografische ontwikkeling
- Bronnen:NIS, Opm:1831 tot en met 1970=volkstellingen; 1976 = inwoneraantal op 31 december

## Cultuur

### Evenementen
Jaarlijks vindt het evenement "Linden groet Linden" plaats, waarbij de deelnemers naar de andere 'Lindens' gaan in het buitenland.
Een ander gekend evenement in Linden is "Zomer in Linden" vroeger gekend als Linge feest. Dit vindt altijd plaats in het 1e weekend van augustus.

## Sport

### Voetbal
VK Linden is een voetbalclub uit Linden, de club voetbalt aan het voetbalterrein aan de kerk. VK Linden voetbalde in heel hun bestaan één keer in de nationale reeksen van het Belgische competitievoetbal, dat was in het seizoen 2019/20 toen de club uitkwam in de derde amateurklasse (2019-20). In datzelfde seizoen degradeerden ze.

### Evenementen
Elk jaar organiseert voetbalclub VK Linden een jeugdvoetbaltoernooi voor kinderen jonger dan 13 jaar. Met kleine wedstrijdjes tussen U8, U9, U10, U11, U12 en U13-ploegen uit de regio georganiseerd in drie dagen.

## Mobiliteit

### Openbaar vervoer
De Lijn verzorgt het openbaar vervoer in Linden. Er zijn drie belangrijke lijnen die Linden allemaal met Leuven verbinden: lijn 370 (Leuven - Tielt - Diest) en lijn 371 (Leuven - Linden Kerk - Hoog-Linden). Lijn 372 (Leuven - Linden, Stenenveld - Lubbeek, Gobbelsrode) wordt begin januari 2017 afgeschaft.. Lijn 370 blijft op de N2, lijn 371 rijdt ten noorden van de N2 waarbij haar eindpunt kent aan de kerk. Op weekdagen en in het weekend rijdt lijn 371 één keer per uur verder naar Hoog-Linden, via een nieuwe reisweg langs onder meer de Houwaartstraat, de Lijsterdreef, de Eekhoornlaan en de Kortrijkstraat. Dit aanbod wordt tijdens de spitsuren op de N2 aangevuld met lijnen 373 en 374. Specifiek voor de schoolkinderen worden nog twee bijkomende lijnen ingelegd: lijn 524 (op de N2) en 525 (zelfde reisweg als lijn 372) rijden door het centrum van Leuven naar Heverlee. Voor intergemeentelijke verplaatsingen binnen fusiegemeente Lubbeek kunnen de inwoners een beroep doen op de belbus Bierbeek - Oud-Heverlee - Lubbeek.
Vanaf 12 november 2007 heeft Linden een rechtstreekse verbinding naar Tienen via Lubbeek met de snelbus 485. Deze lijn stopt in Linden enkel aan de halte "Galgenstraat" op de N2, ter hoogte van Valckenborgh. Het station van Leuven is de eindhalte van lijn 485. Wie naar Gasthuisberg of het centrum van Leuven wil, kan hier overstappen op een andere lijn. Let op: deze lijn halteert niet tussen de halte "Galgenstraat" en het station van Leuven. Ook richting Lubbeek stopt de bus slechts eenmaal op de N2, meer bepaald aan de halte "Kraaiwinkelstraat" ter hoogte van Celis. Van zodra de bus de N2 verlaat stopt hij aan alle haltes tot en met de Grote Markt in Tienen. Vanaf eind november 2007 verloopt het busvervoer tussen Linden en Leuven op de N2 veel vlotter dankzij de aanleg van een busbaan tussen de Wolvendreef en de Borstelstraat (Kessel-Lo).
Buslijn 475 (Snelbus Leuven - Tielt) kent in Linden dezelfde haltes als lijn 485. Lijn 475 rijdt enkel wel tijdens de spituren.

## Politiek
Burgemeester waren: Vital Oliviers van 1941 tot 1944, Frans Geleyns van 1947 tot 1958 en Roger Wierinckx van 1959 tot 1976. In 1977 fuseerde de gemeente met Lubbeek.

## Partnergemeenten
Over de gehele wereld zijn 252 “LINDENS” in 21 landen, met 5 ervan heeft Linden een nauwe band:
- Linden/Beers, Nederland
- Linden/Sleeswijk-Holstein, Duitsland
- Lalinde/Dordogne, Frankrijk
- Linden/St. Georgen am Walde, Oostenrijk
- Lalin / Pontevedra (Spanje)

## Bekende personen
Hieronder staat een overzicht van bekende personen die in Linden zijn geboren, wonen, hebben gewoond of een andere betekenisvolle band met de deelgemeente hebben.
- Theo Francken, politicus en burgemeester
- Élodie Ouédraogo, atlete
- Willy Polleunis, langeafstandsloper
- Jeroom Snelders, cartoonist
- Roger Wierinckx, oud-burgemeester en senator
- Saskia De Coster, auteur
- Jan Tytgat, toxicoloog en professor

## Afbeeldingen

### (historische) gebouwen

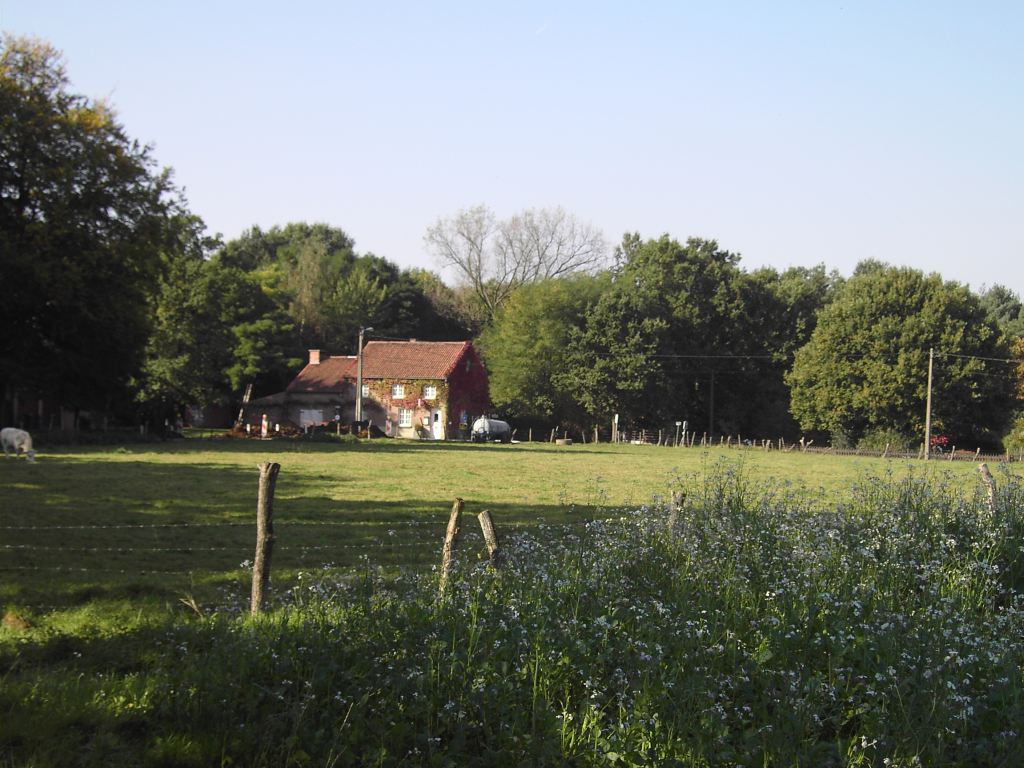
"Bed van Napoleon"
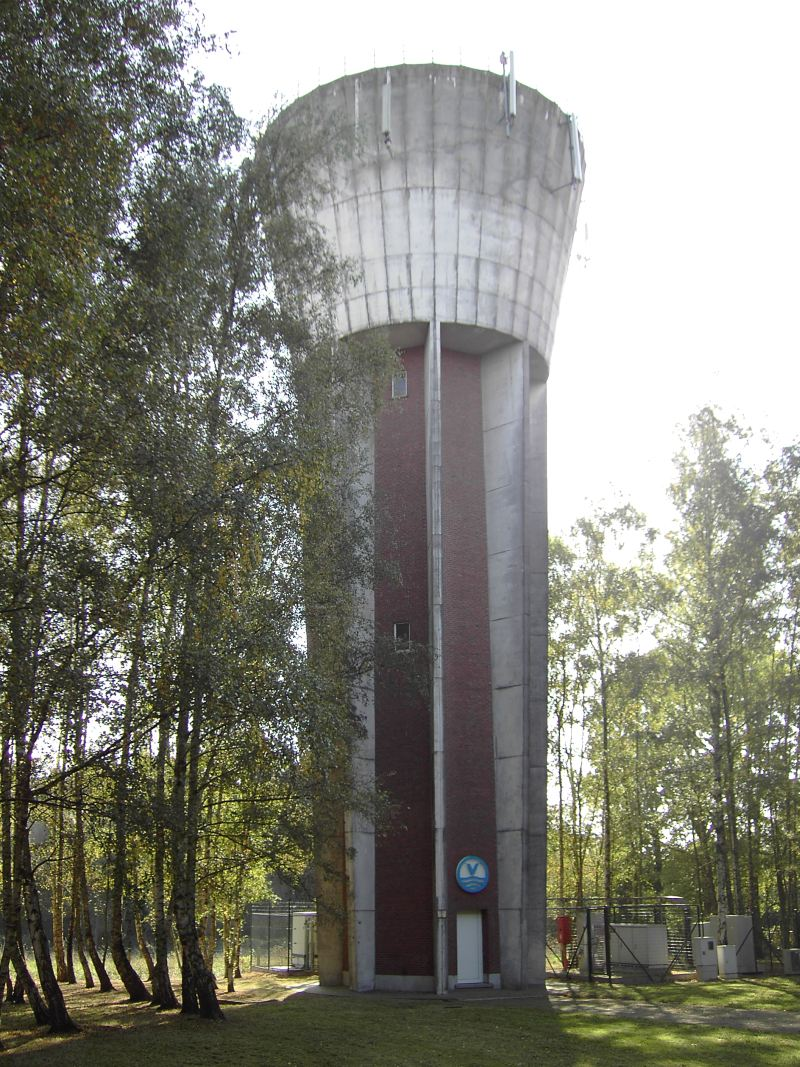
Watertoren
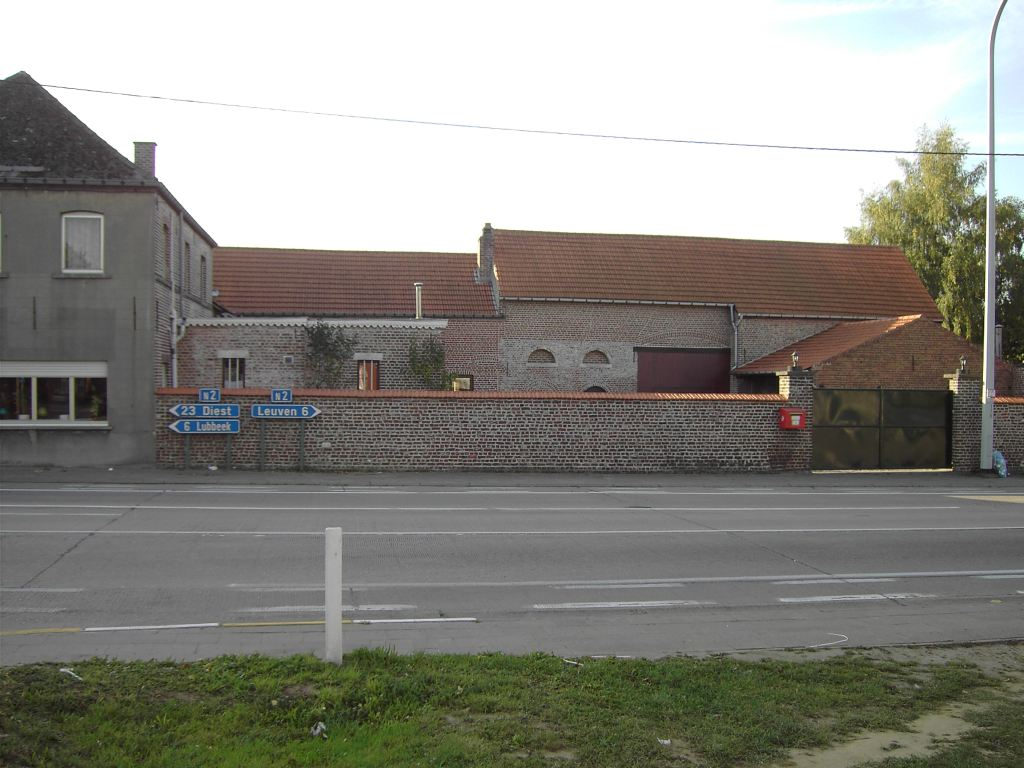
Hoeve langs de baan Diest-Leuven
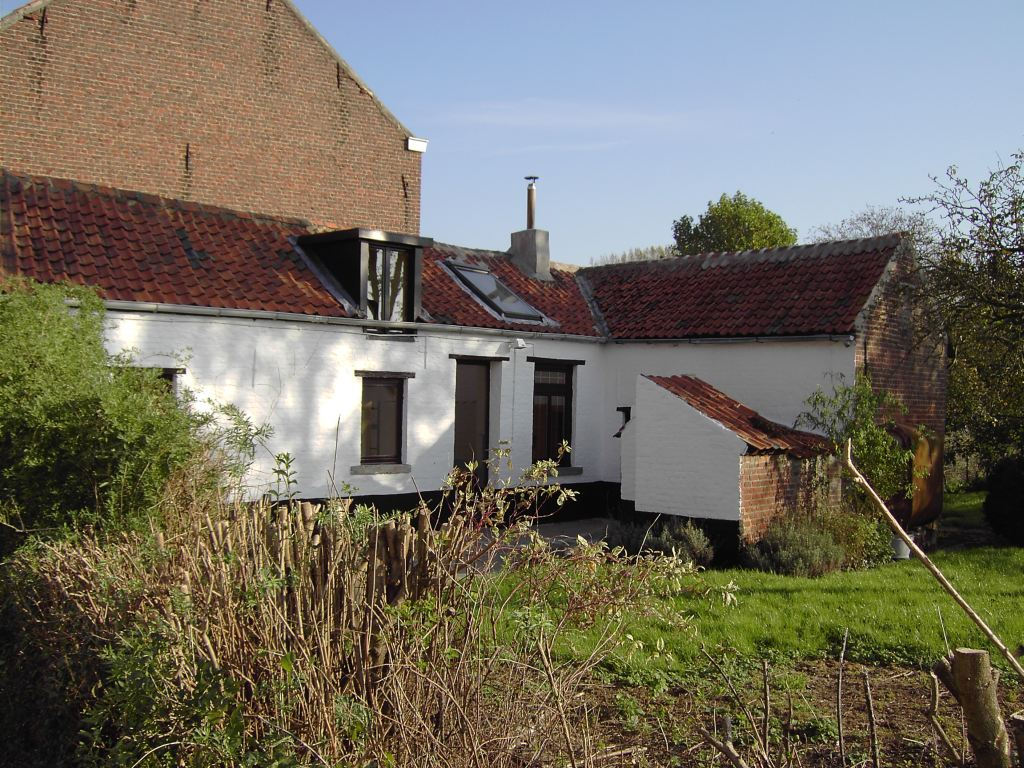
Huisje aan de Jan-Davidstraat
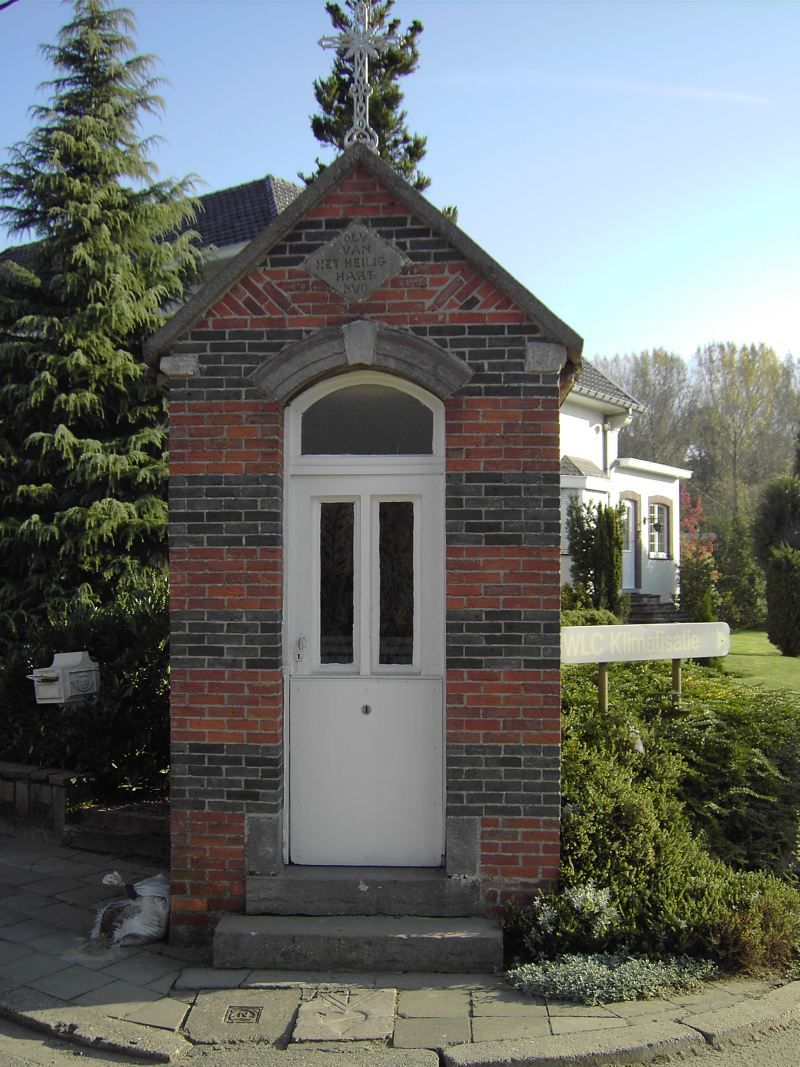
Kapel
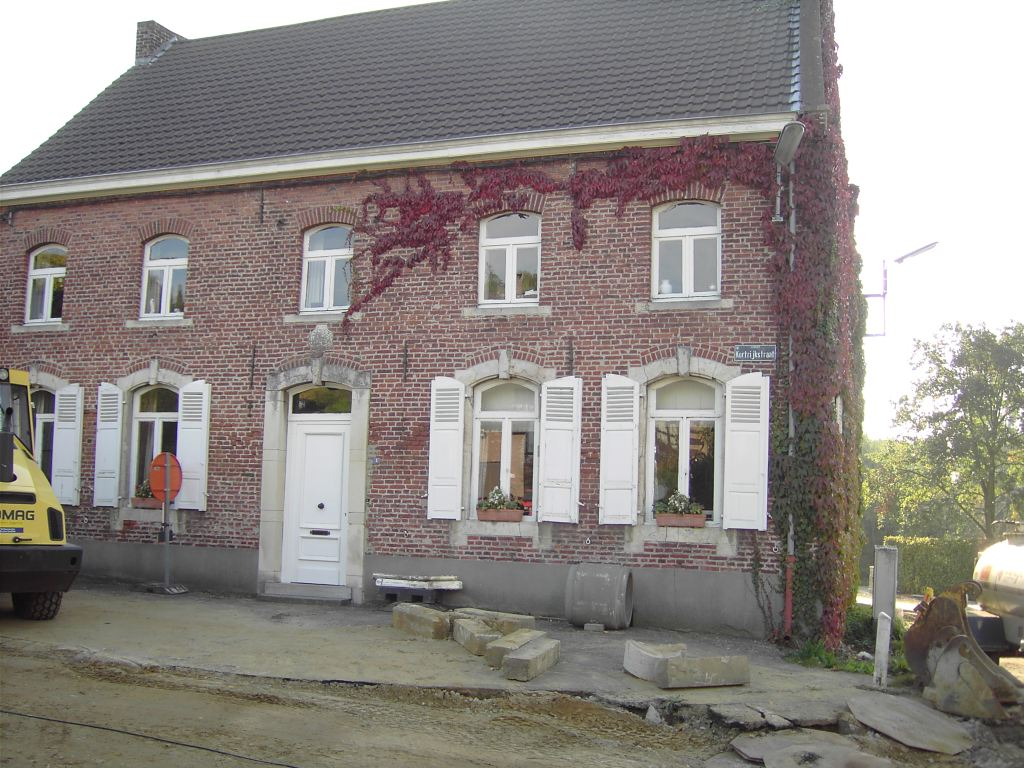
Hoeve op Plein (1786)
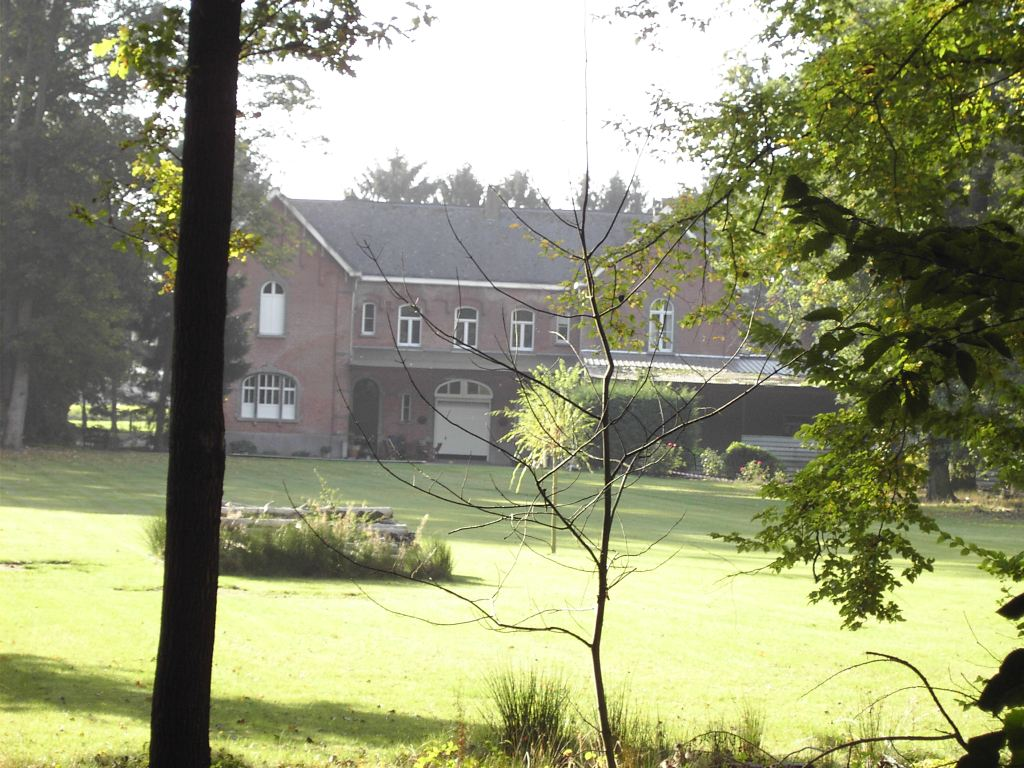
Gebouw aan Rood kasteel
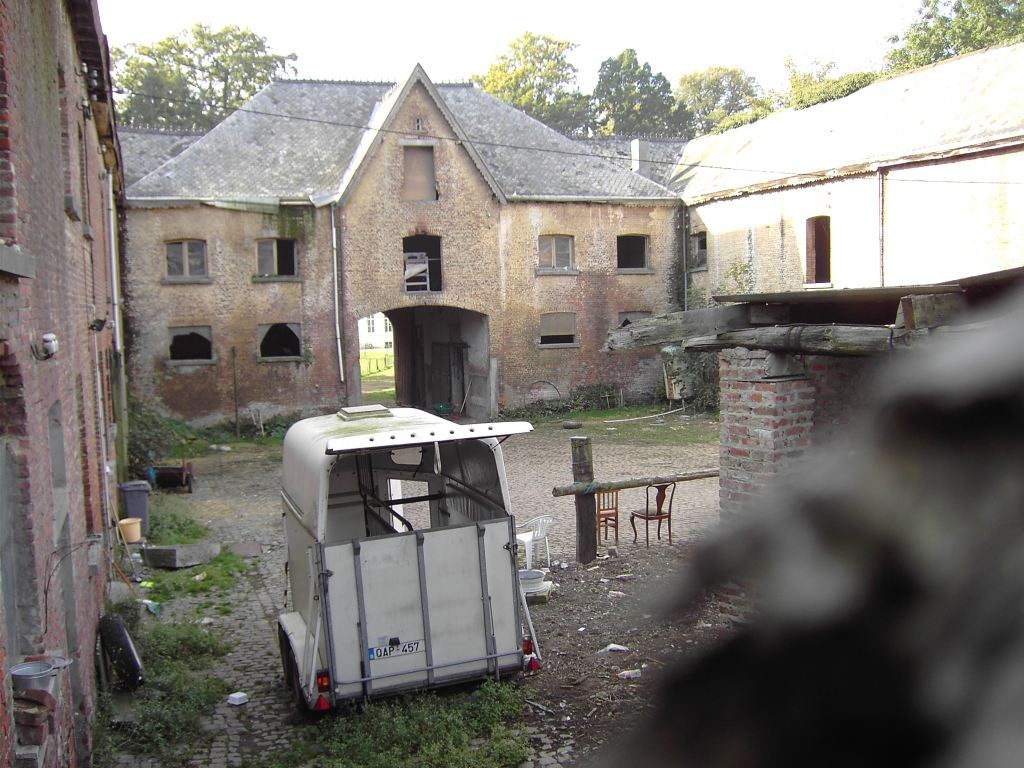
Binnenplaats hoeve
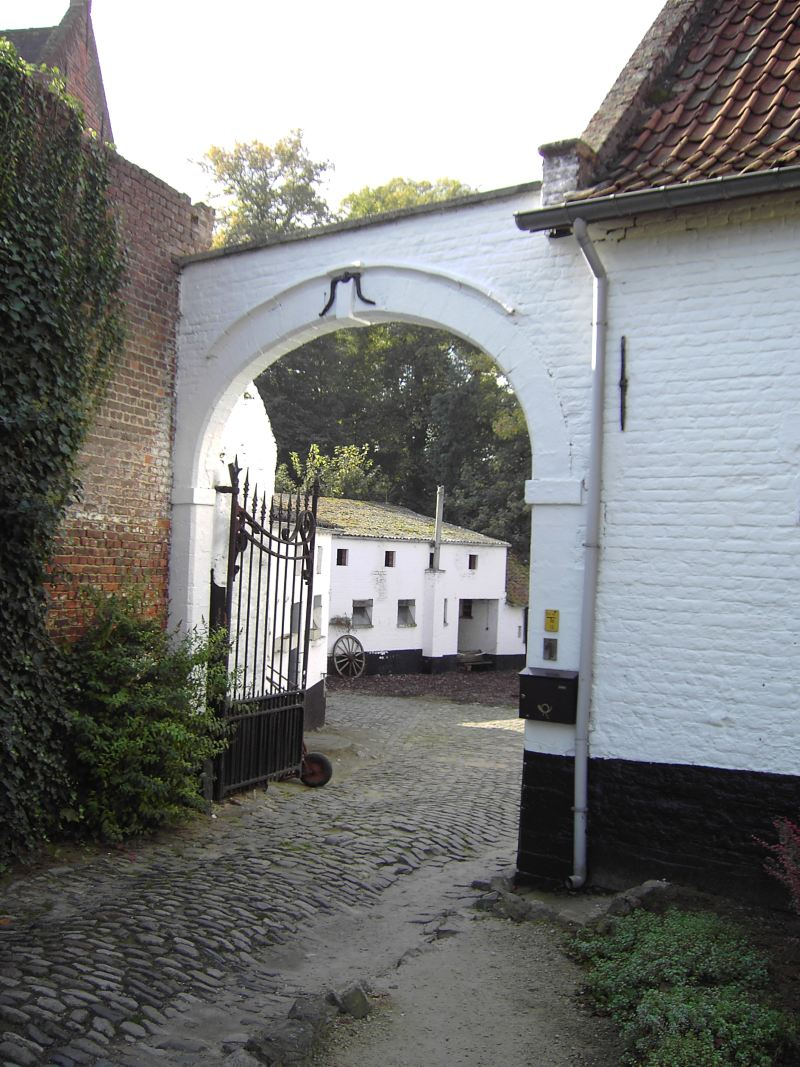
Poort Kasteelhoeve
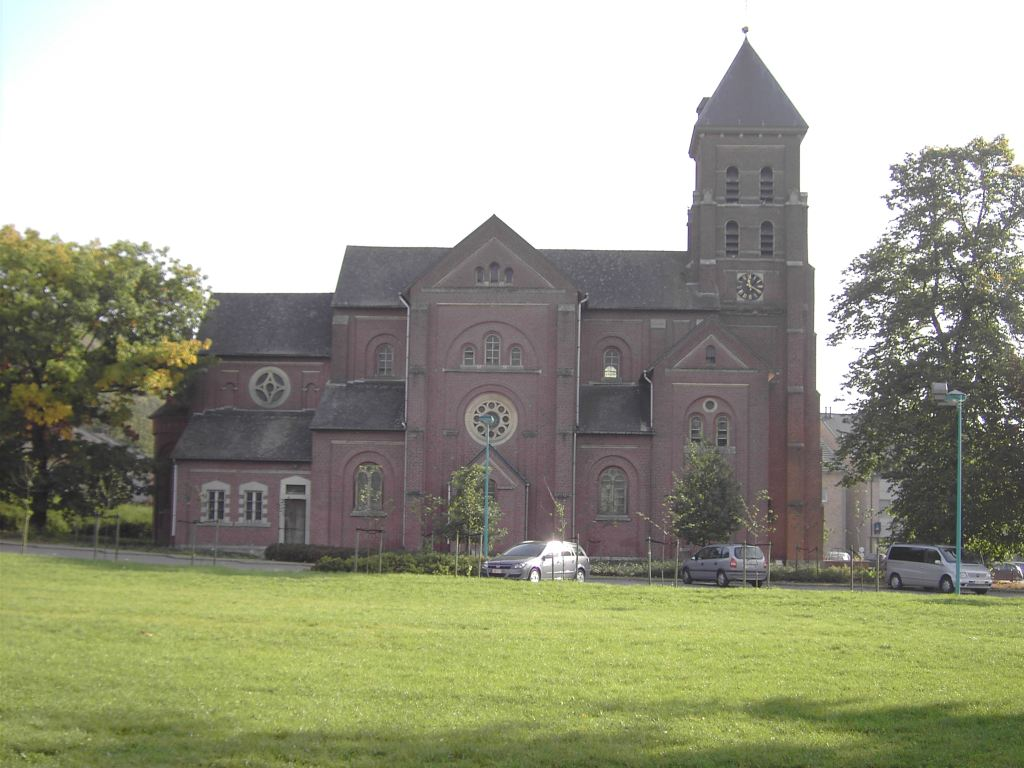
Kerk
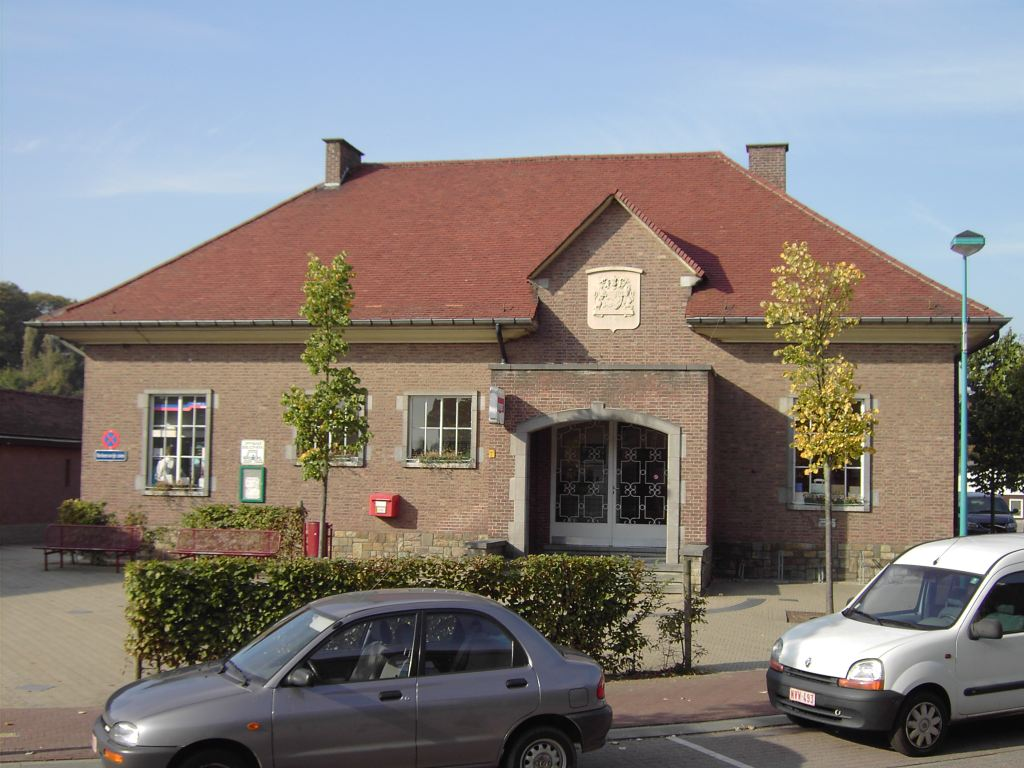
Oud gemeentehuis
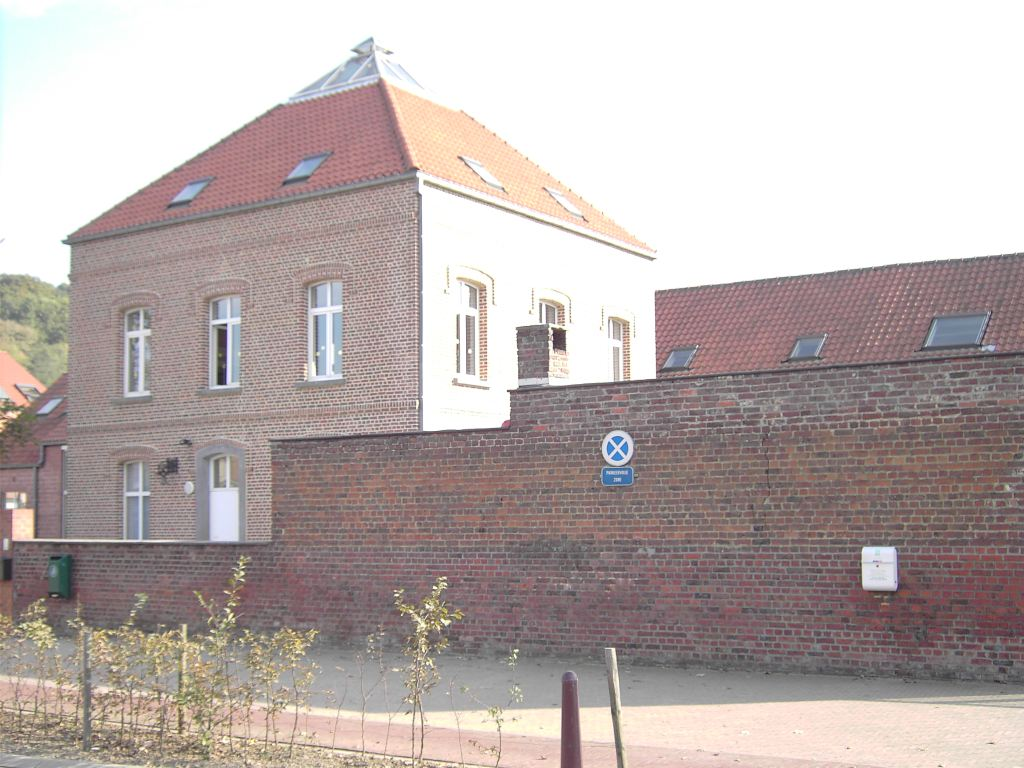
Zusterschool
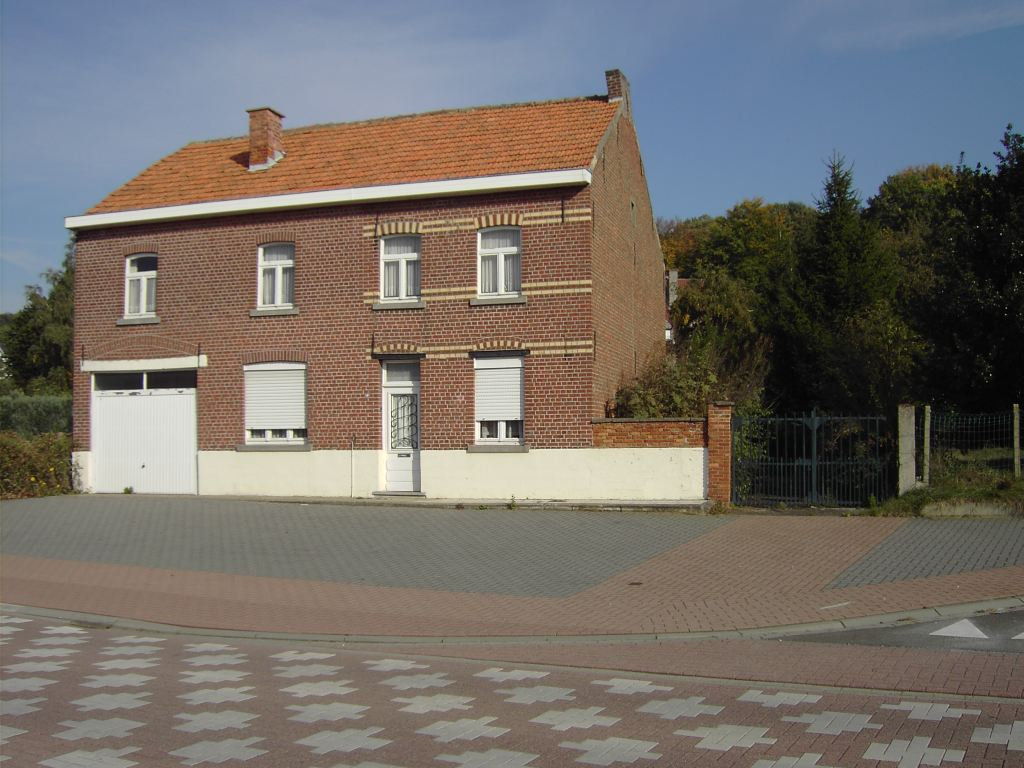
Huis in Gemeentestraat (familie Loets: afgebroken in 2008)
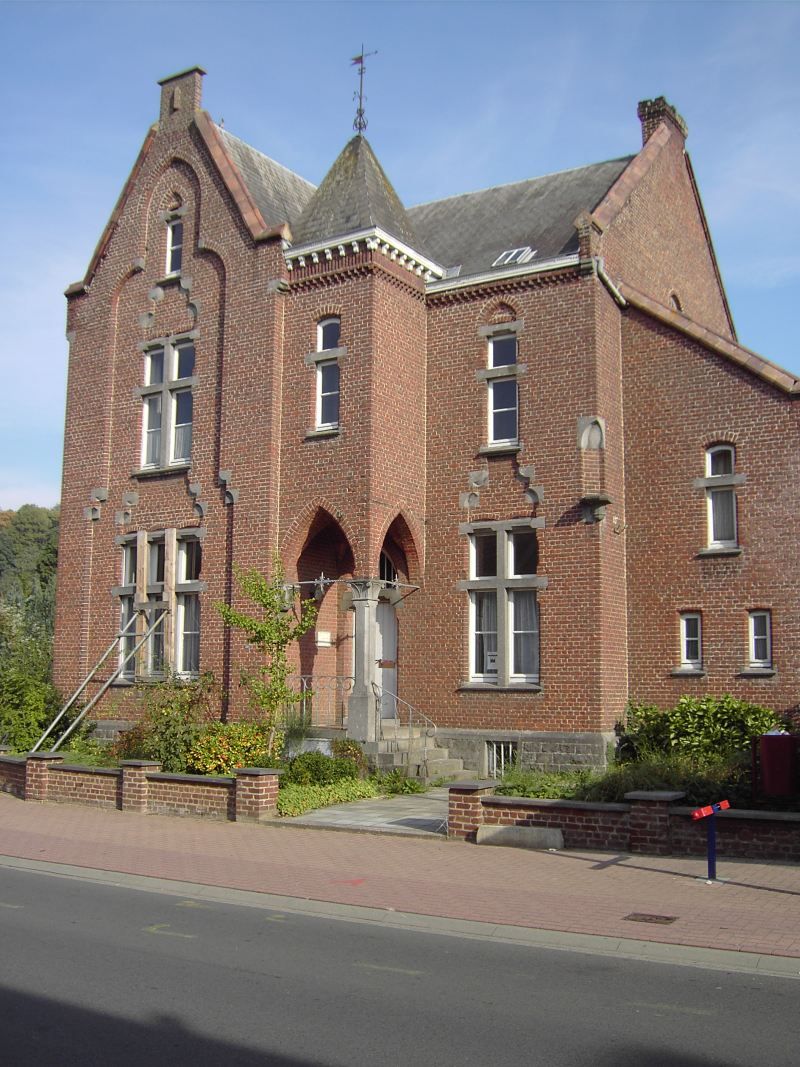
Pastorij
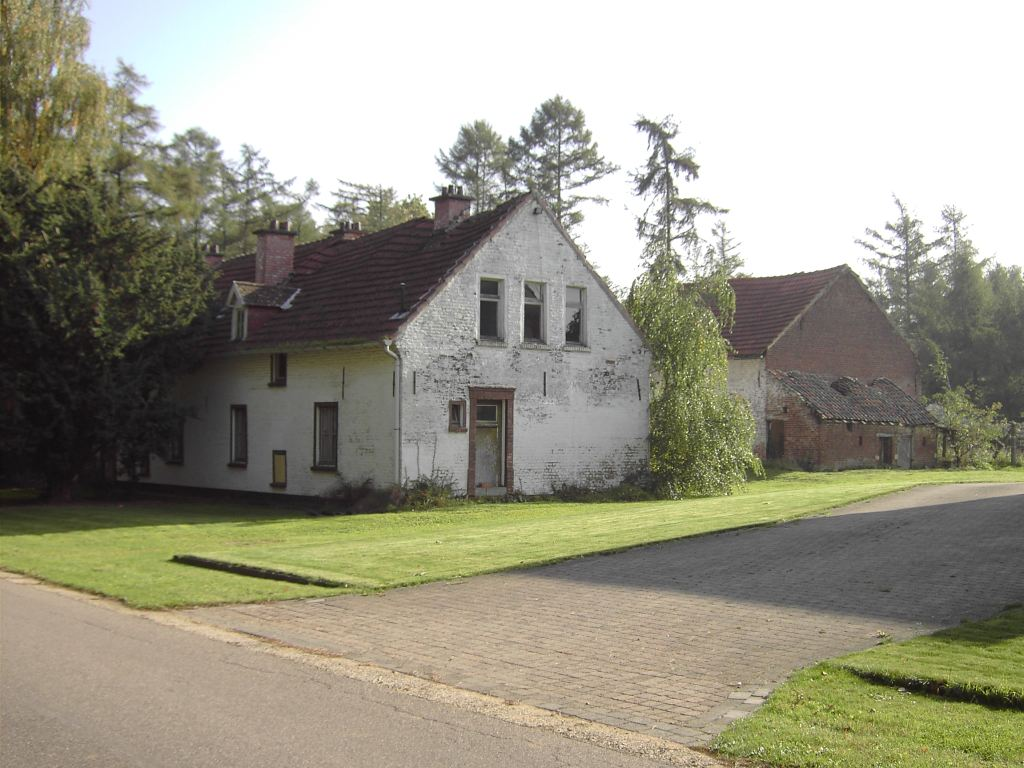
Hoeve op de Steenveld
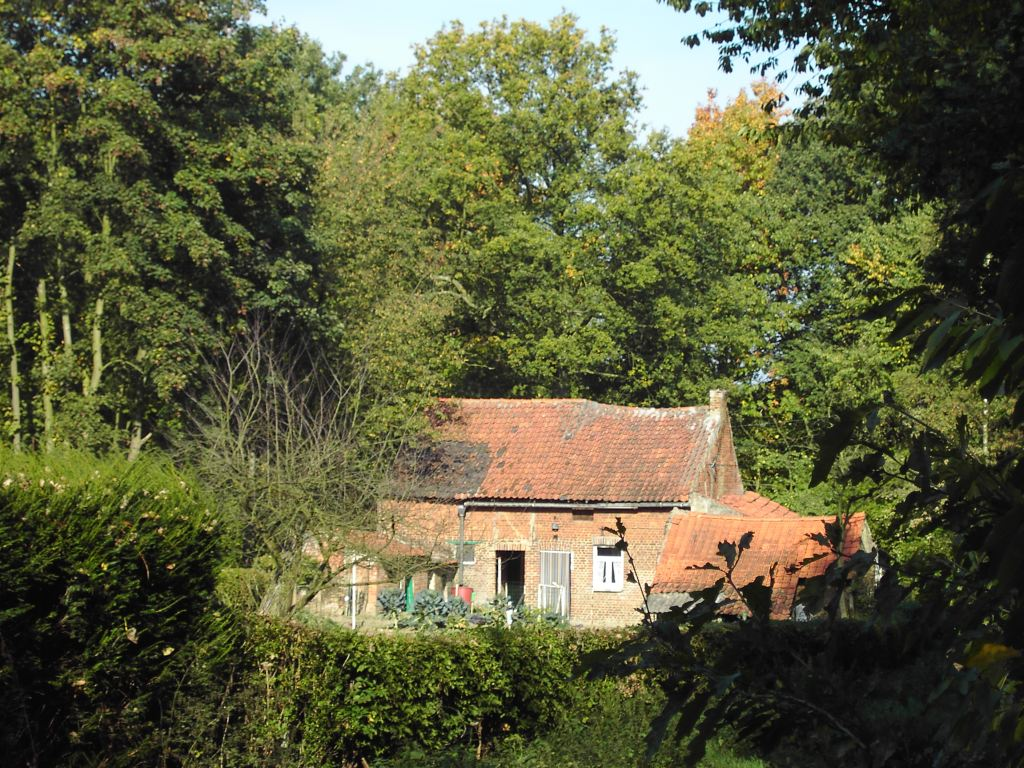
Kleinere hoeve op de Steenveld
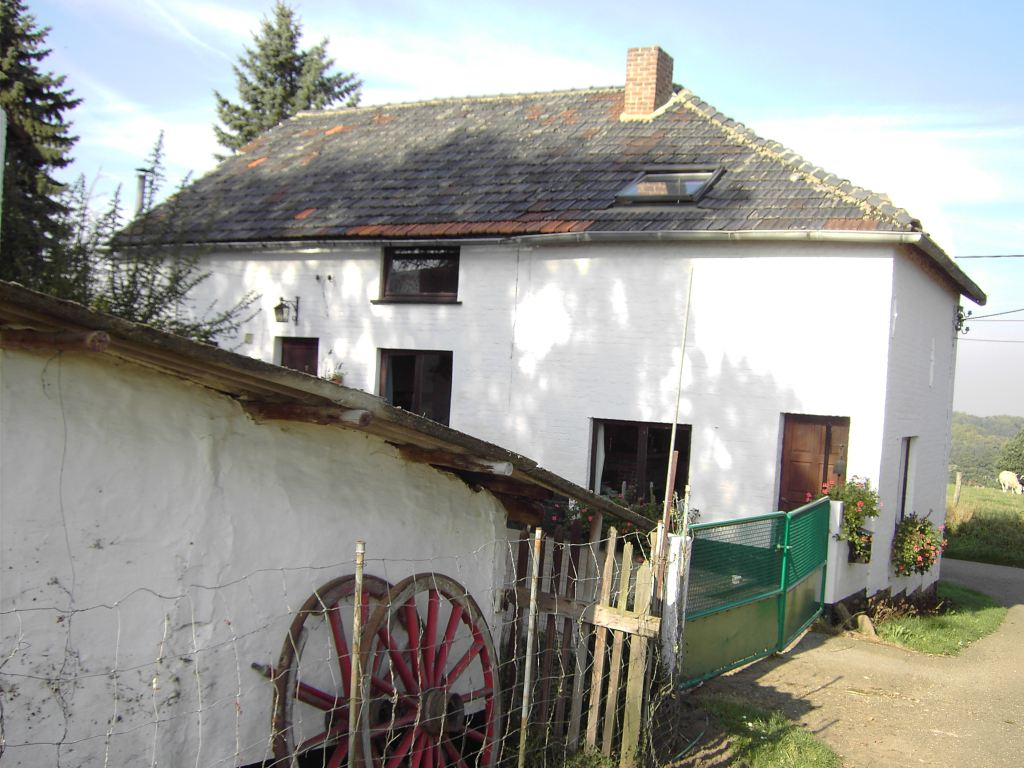
Kleine hoeve op de Speelberg
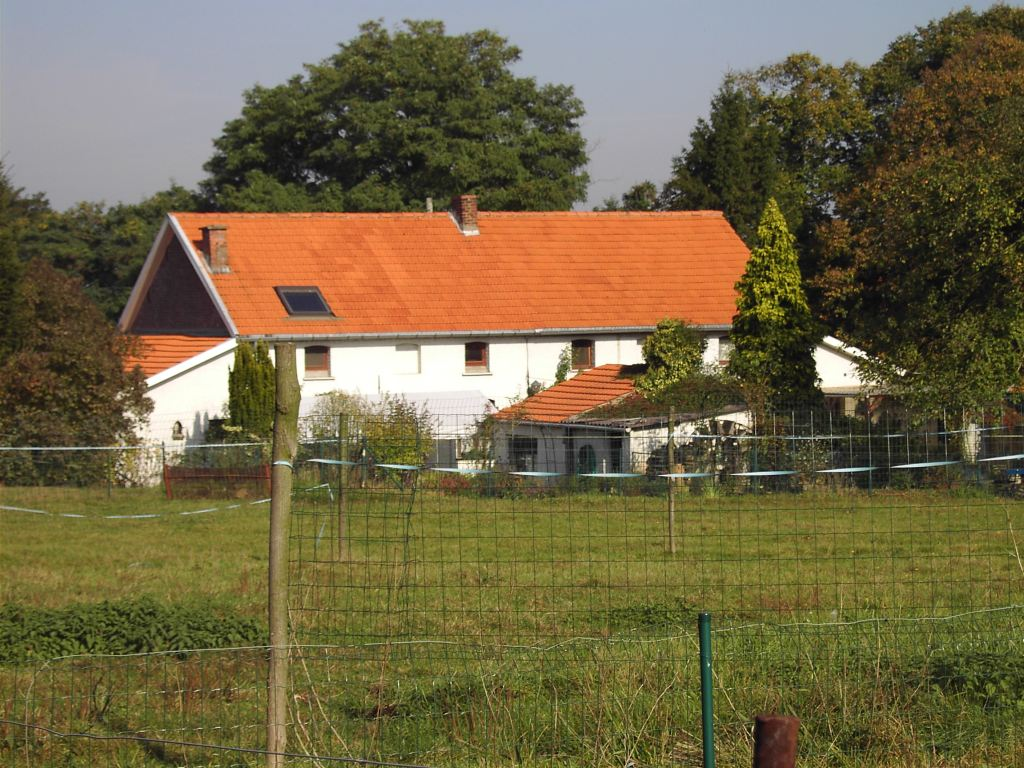
Grote hoeve op de Speelberg

### landschappen

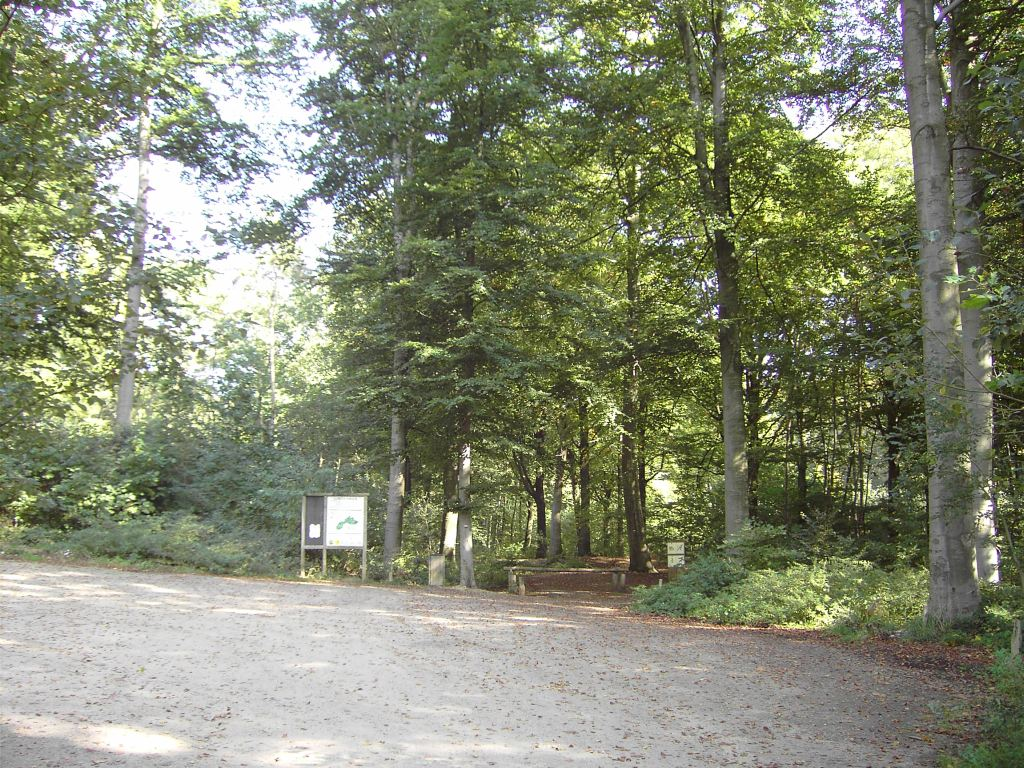
Parking aan het Lindenbos
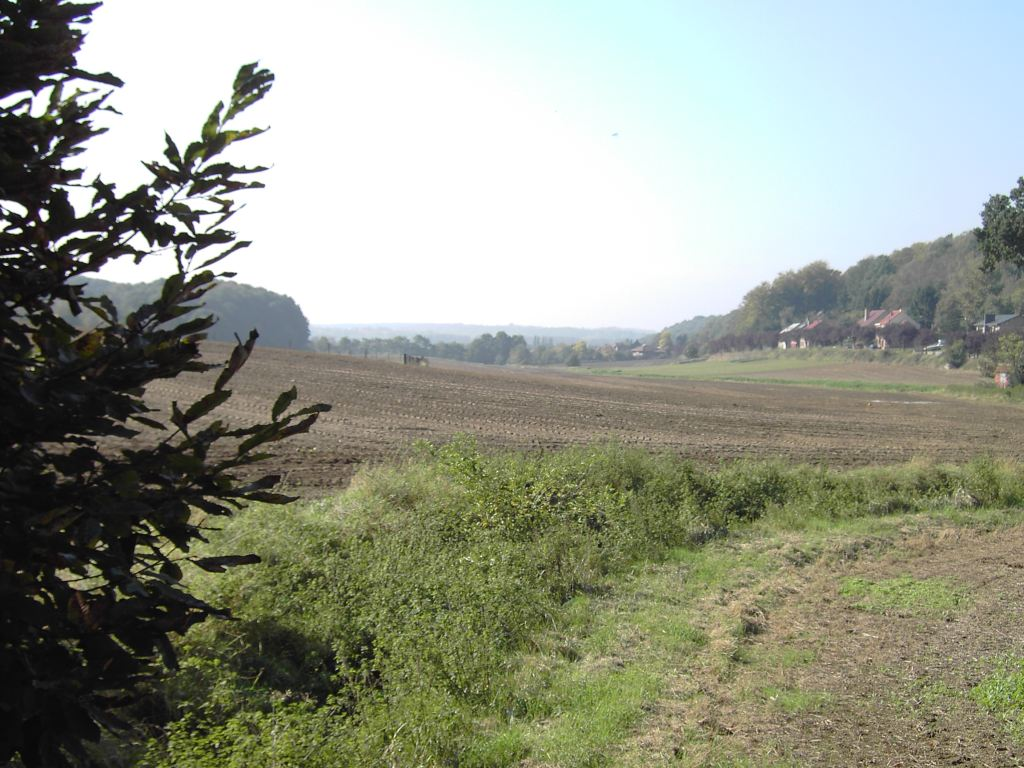
Zicht op Kessel-Lo
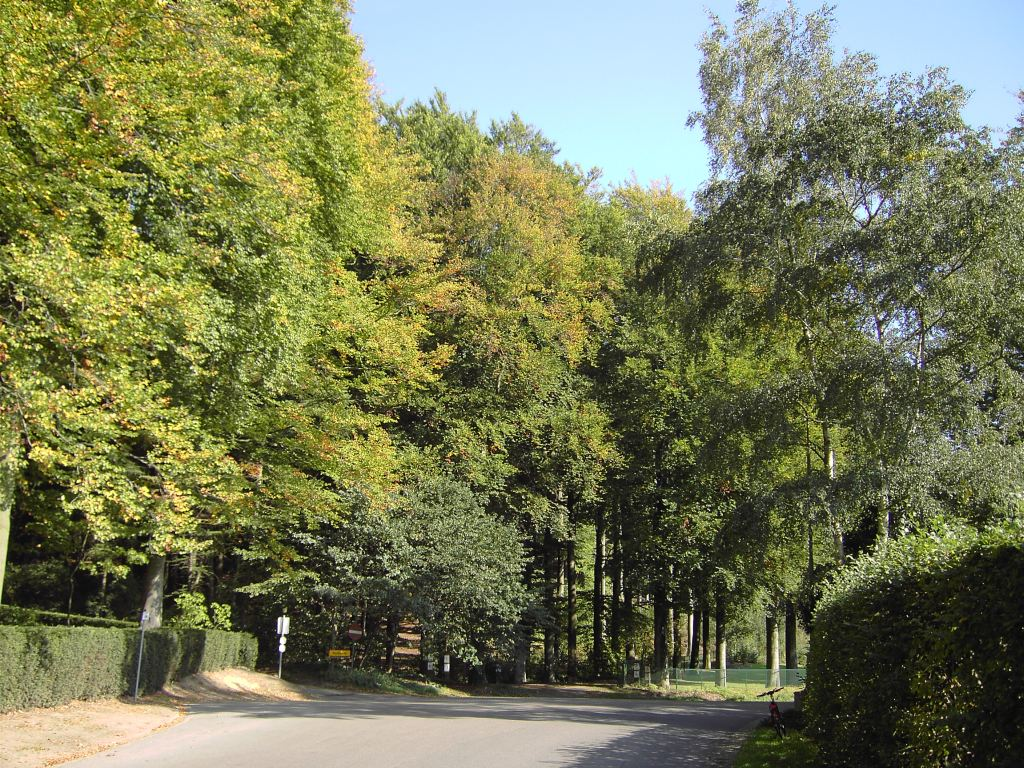
Chartreuzebos
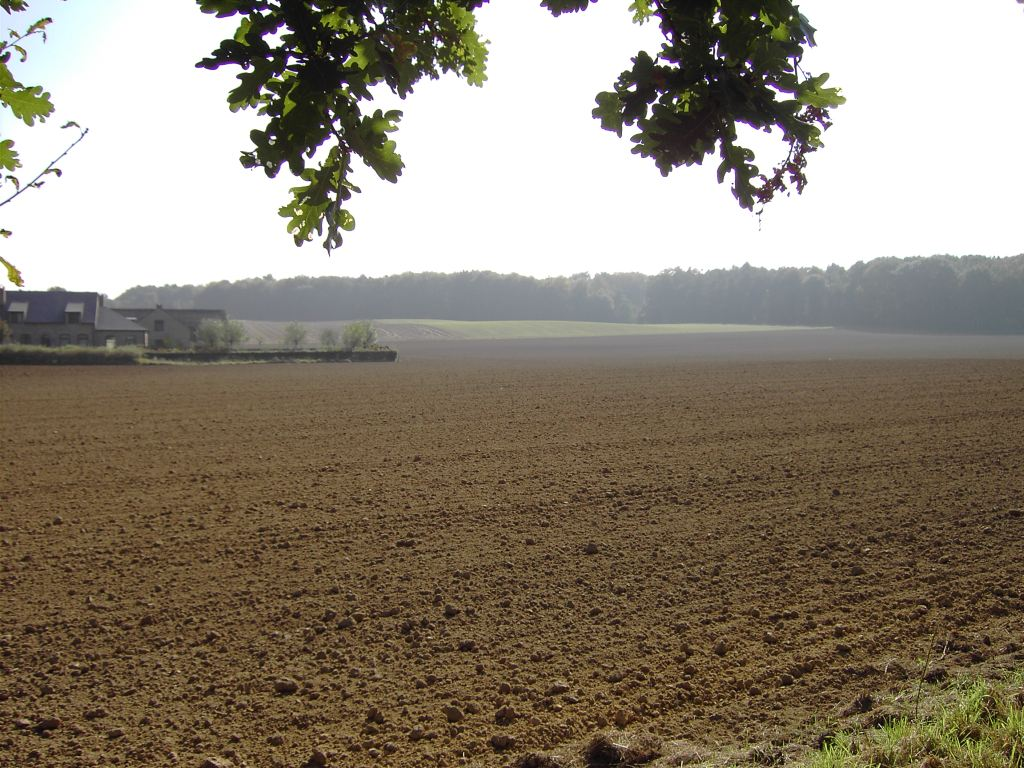
Zicht op veld
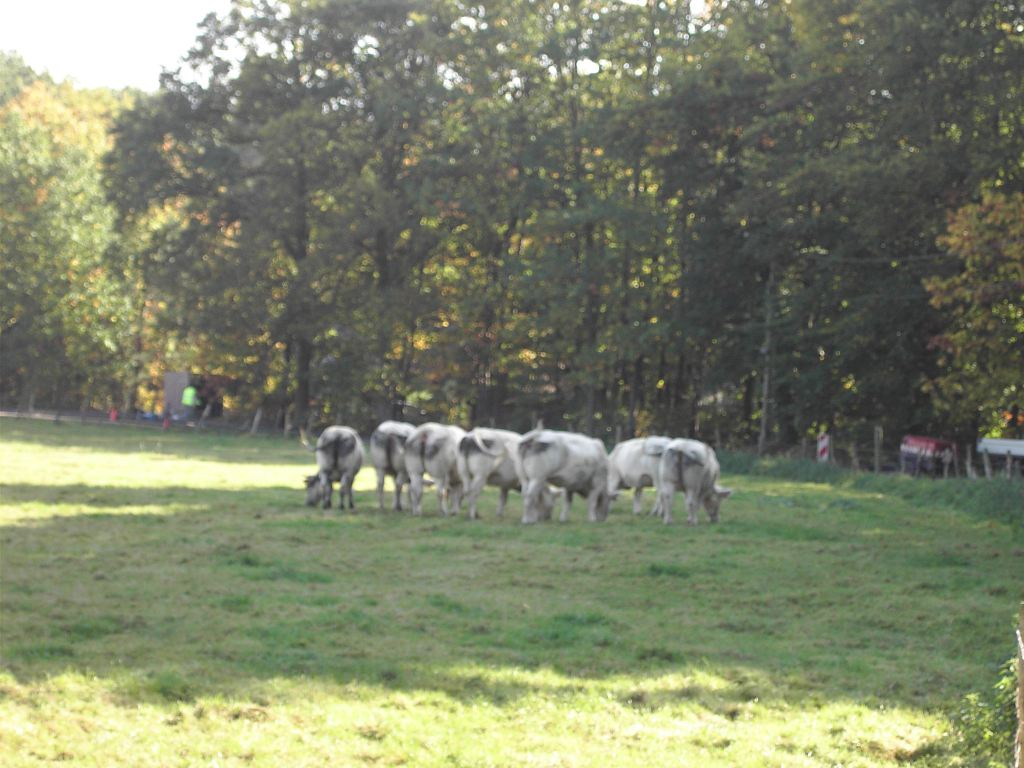
Grazende koeien
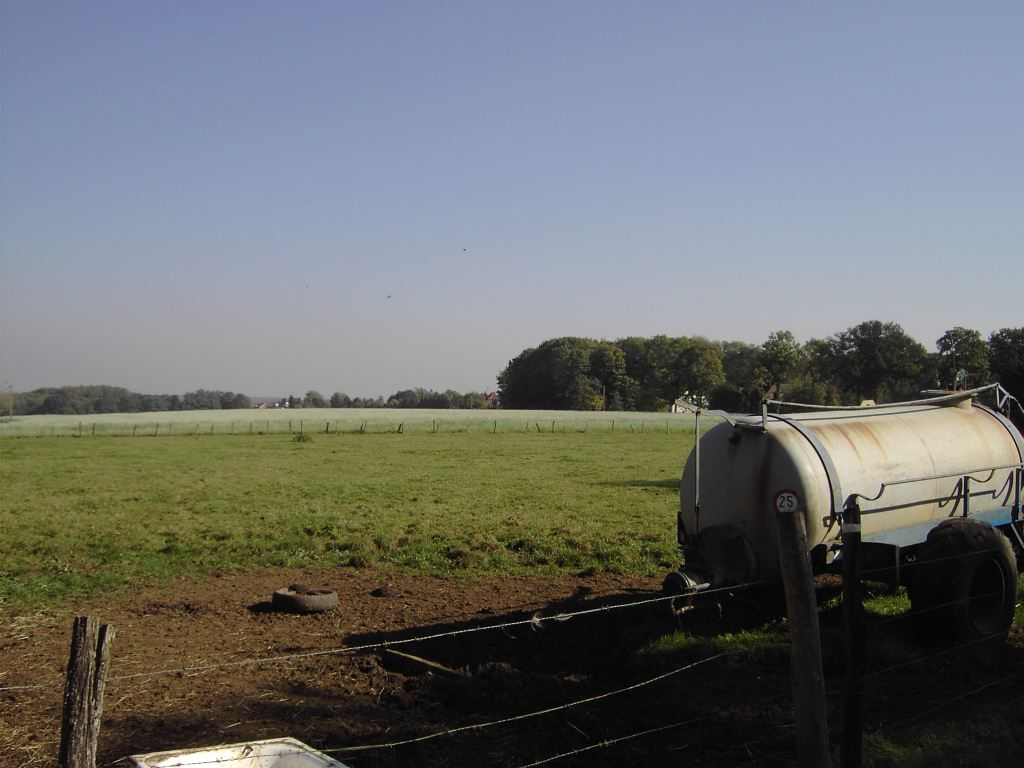
Speelbergen
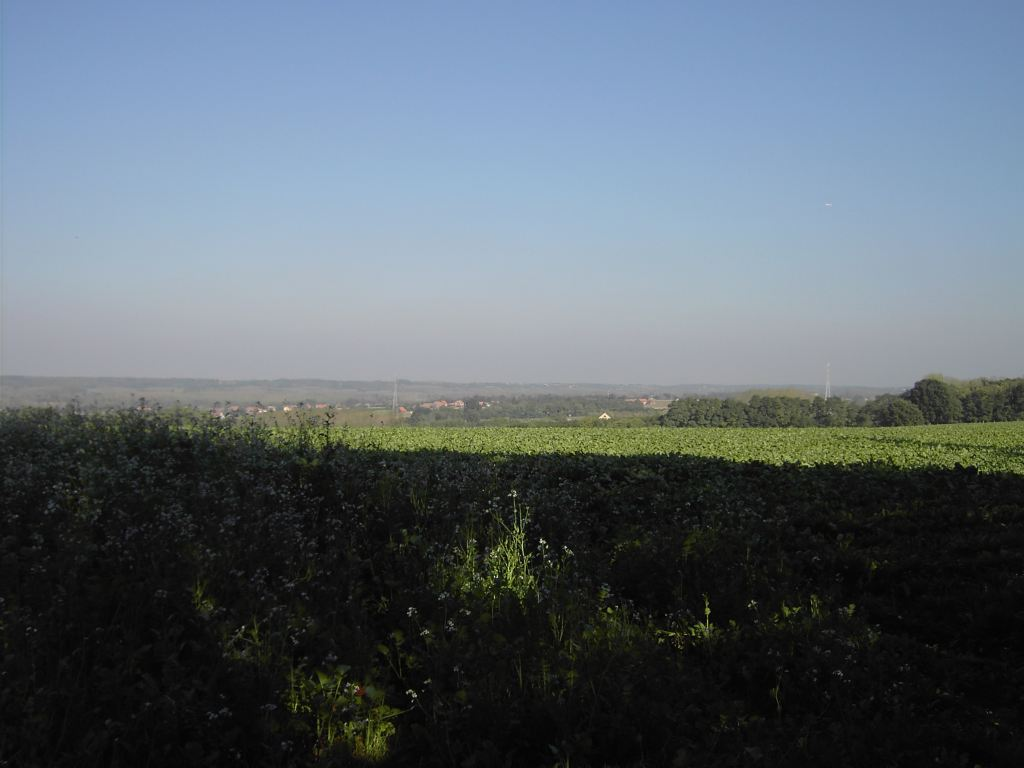
Zicht op Holsbeek
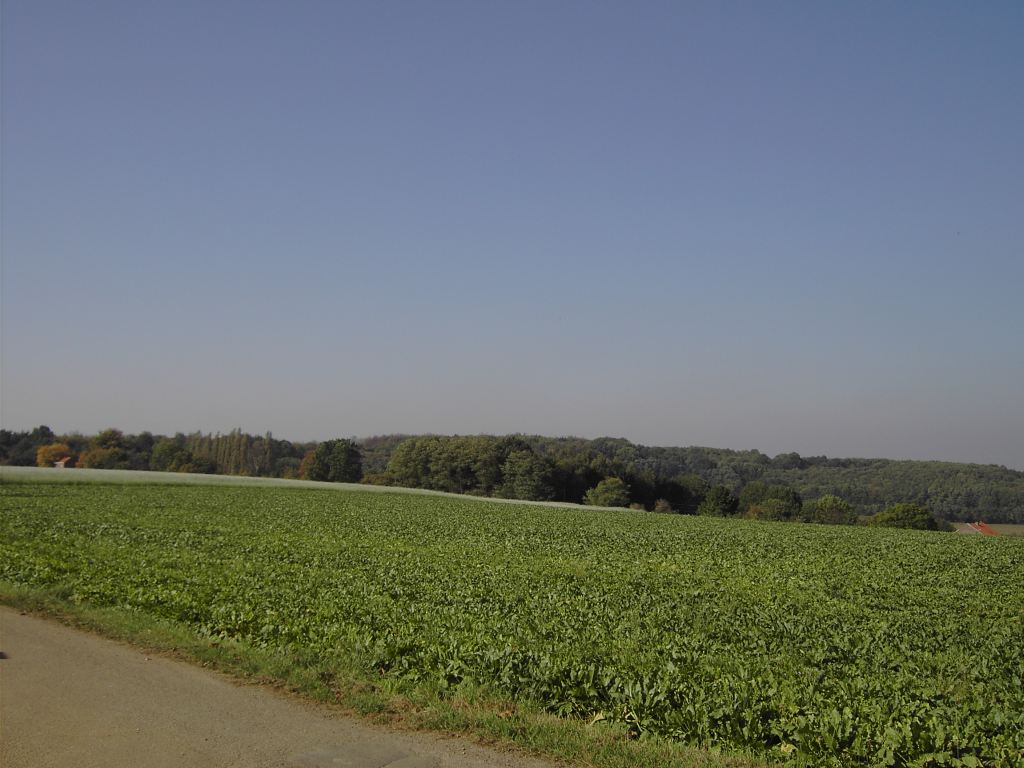
Zicht op Chartreuzebos
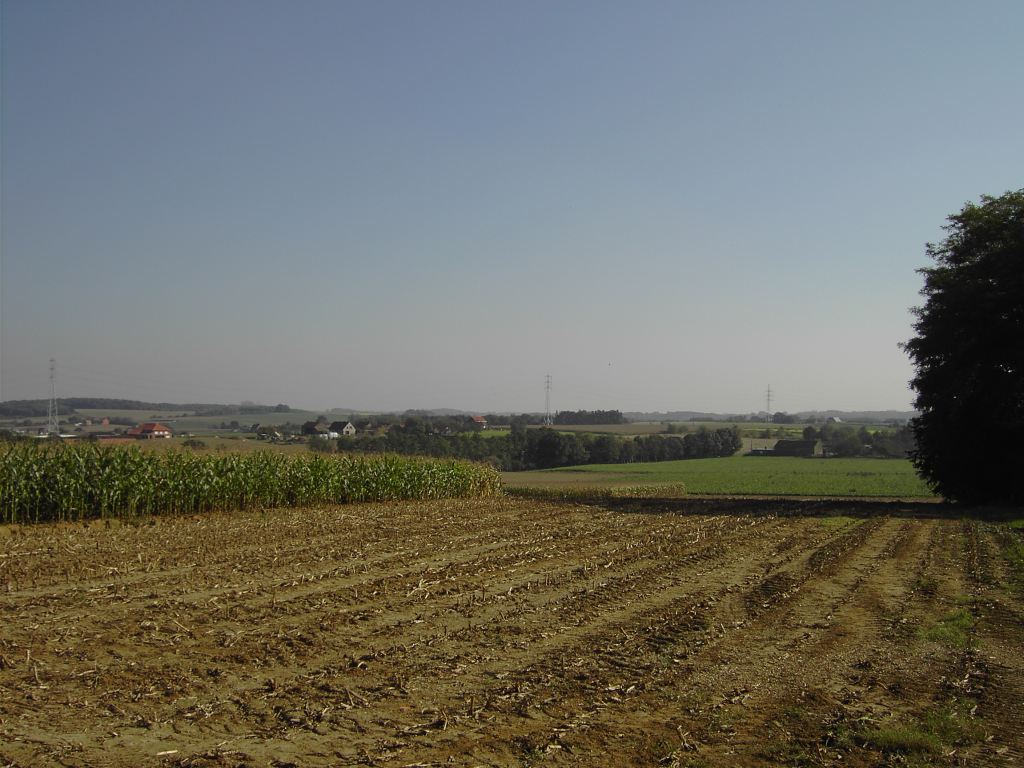
Seftingen
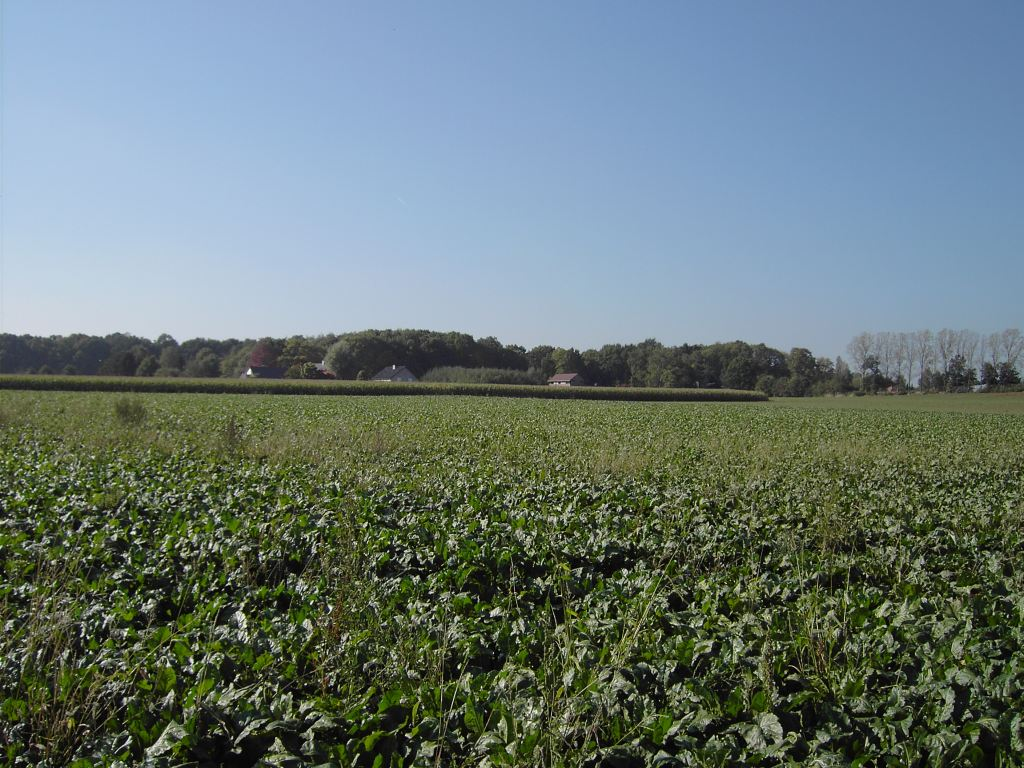
Seftingen, bebouwing in Hoog-Linden
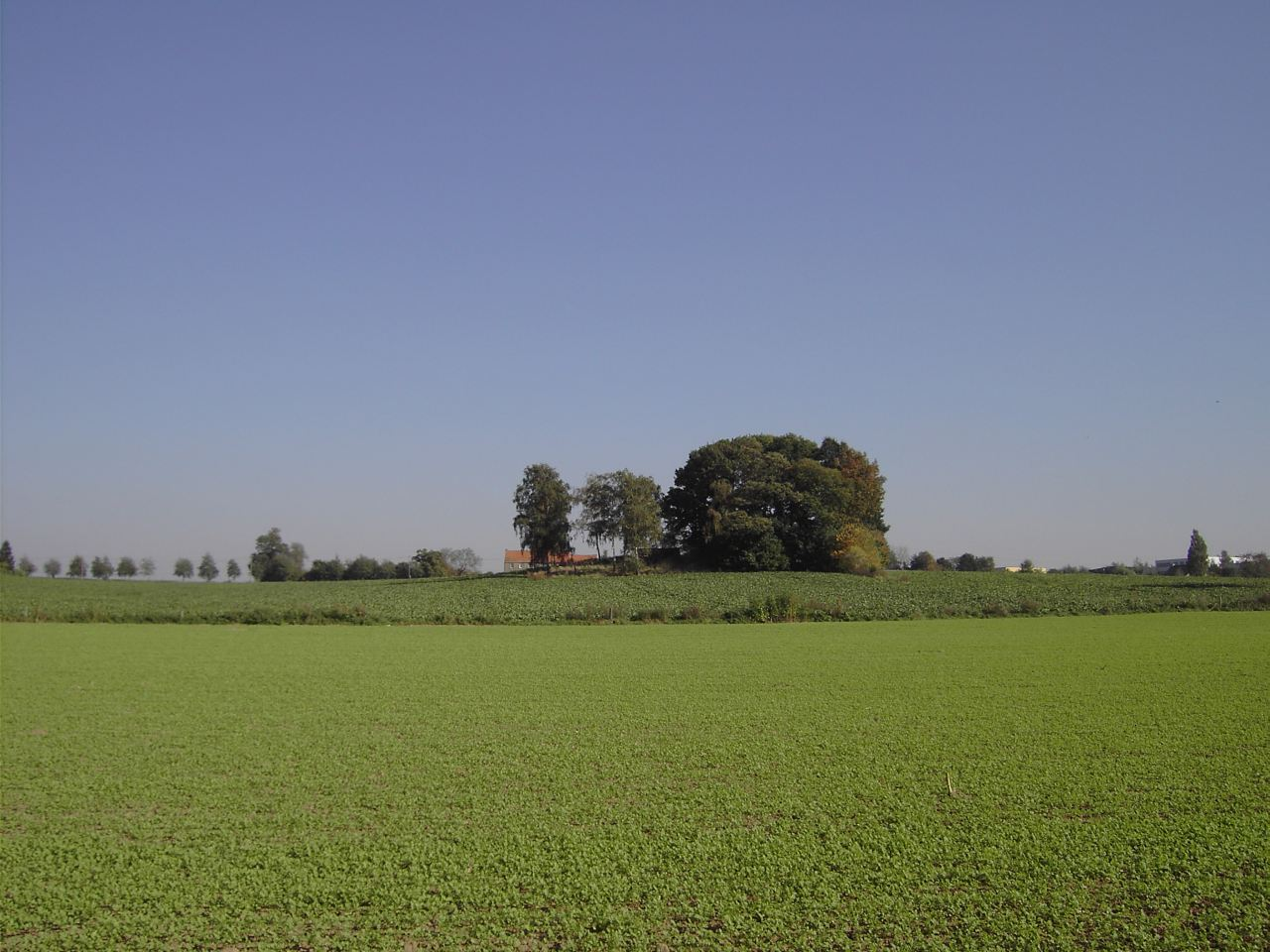
Keizersberg
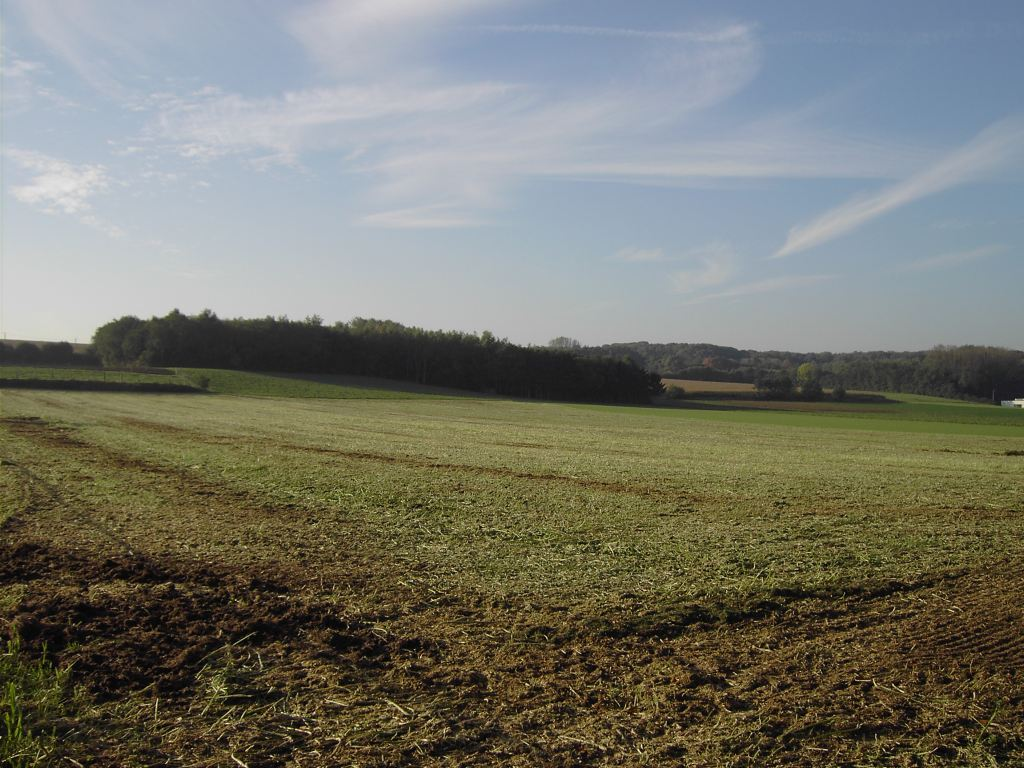
Zicht op Pellenberg
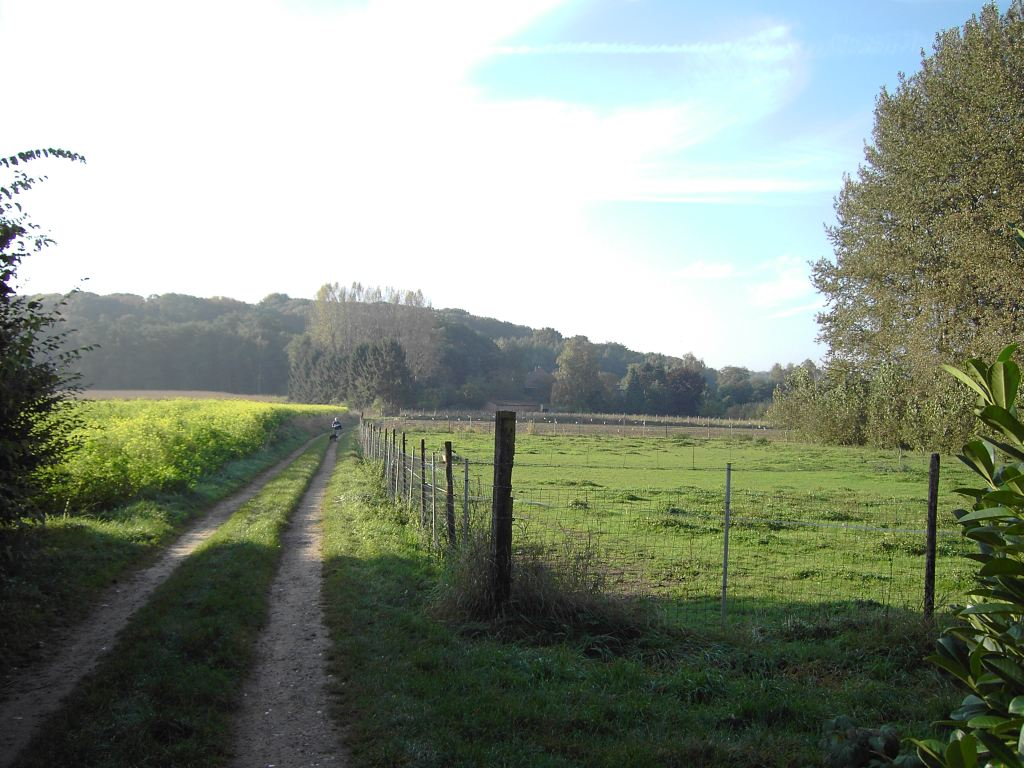
Wolvenpad
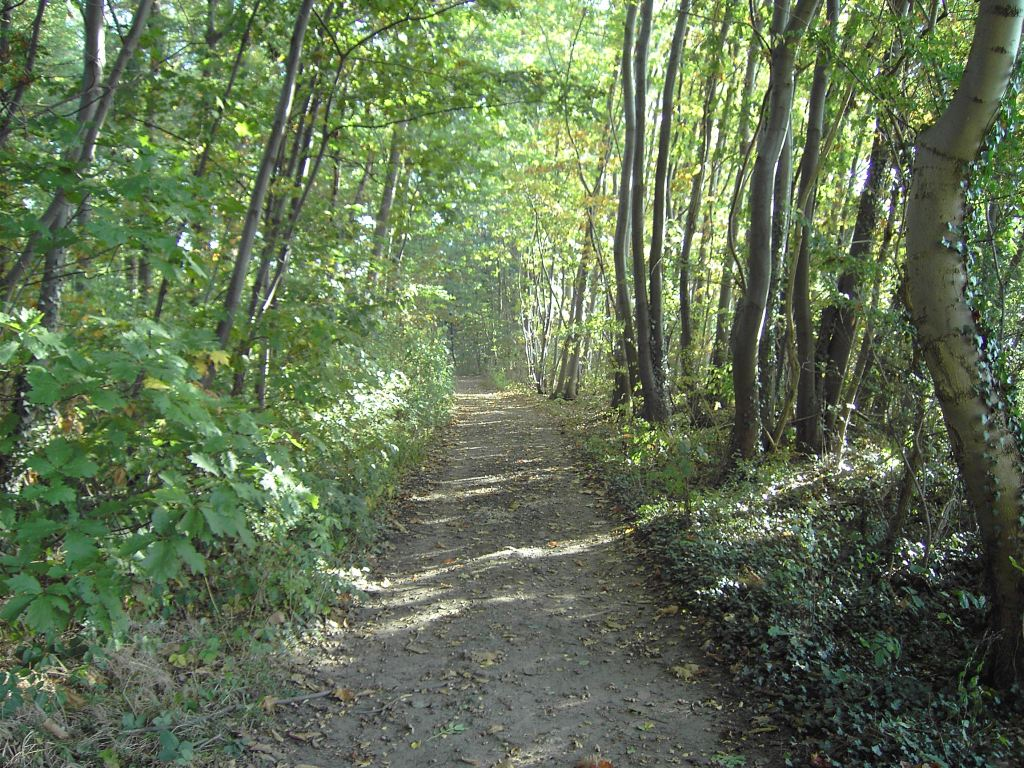
Verhard pad
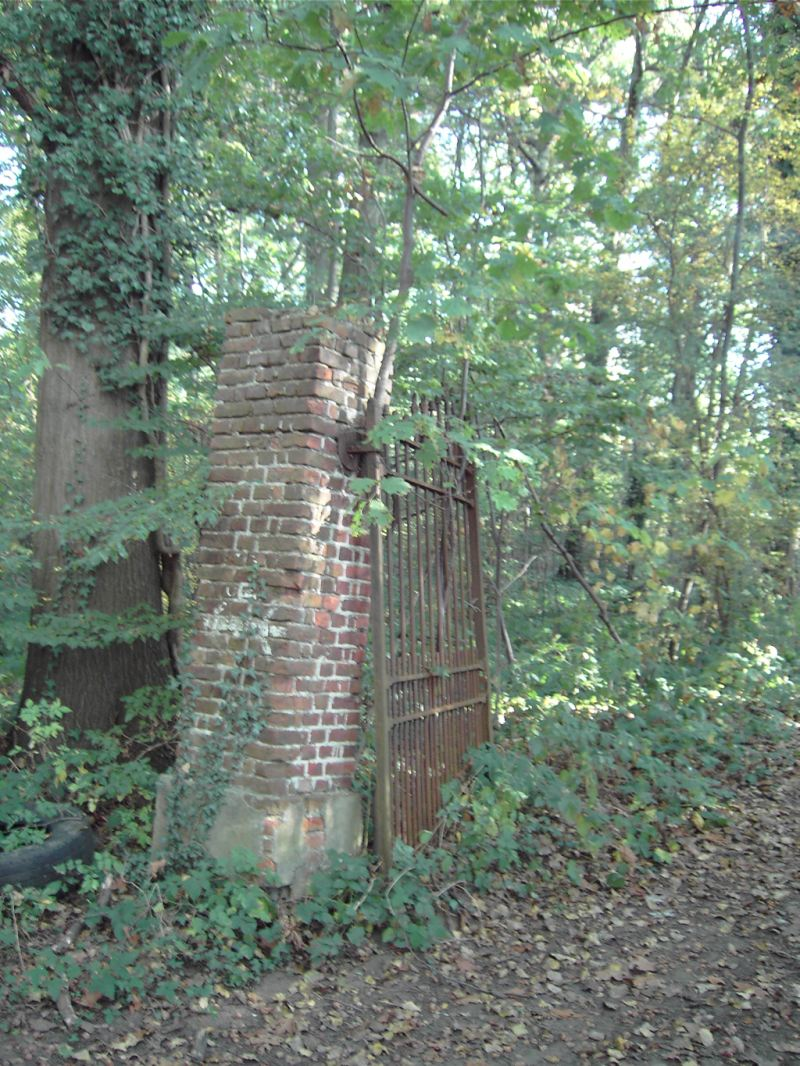
Oude toegangspoort
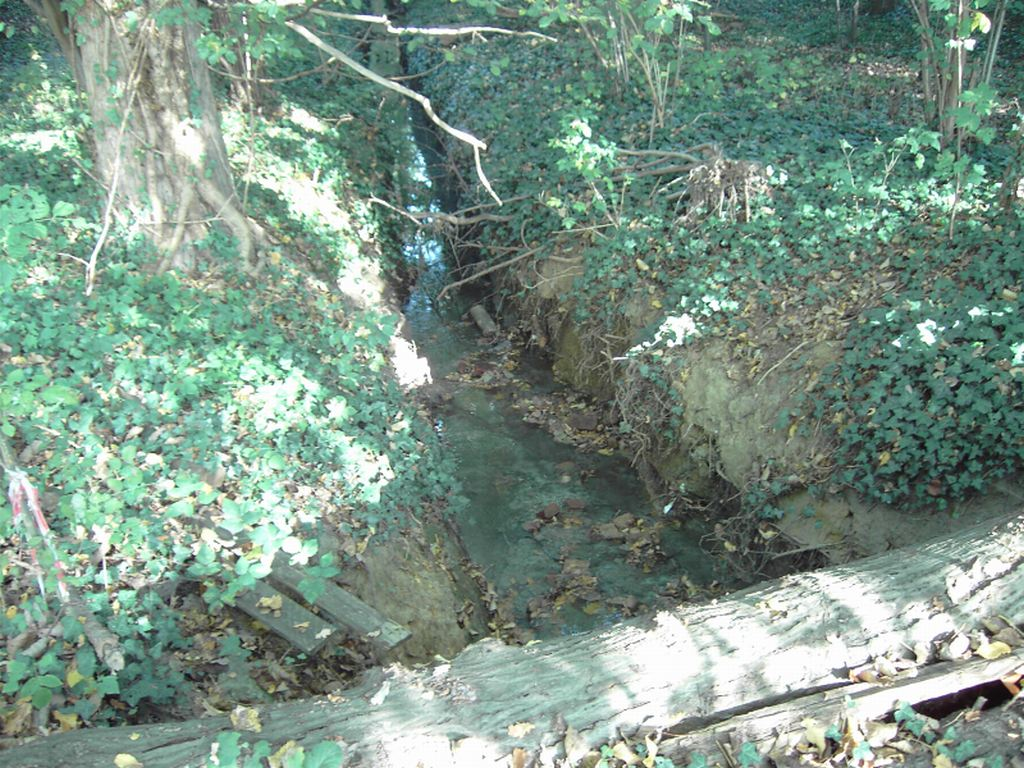
Beek
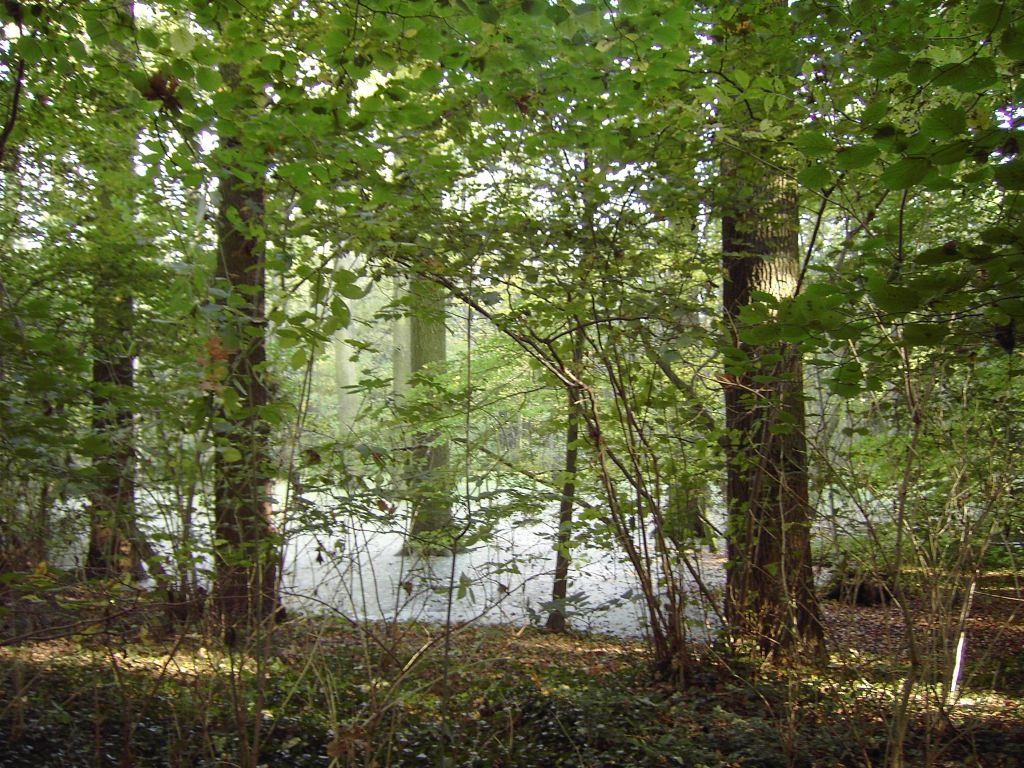
Poel
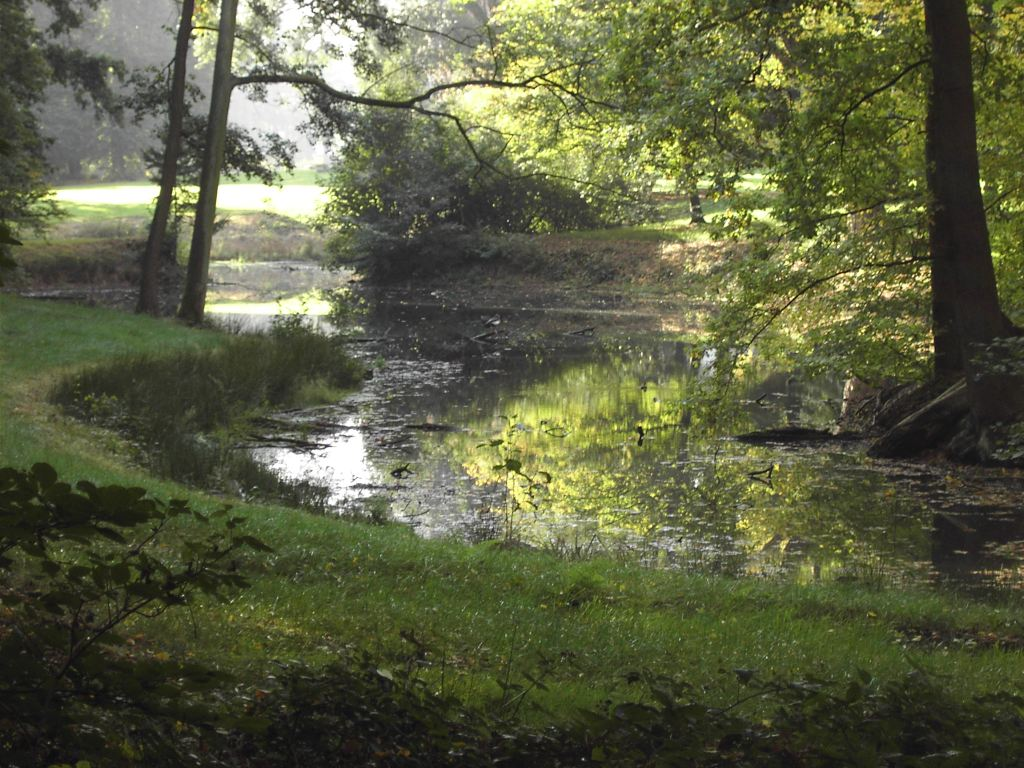
Vijver
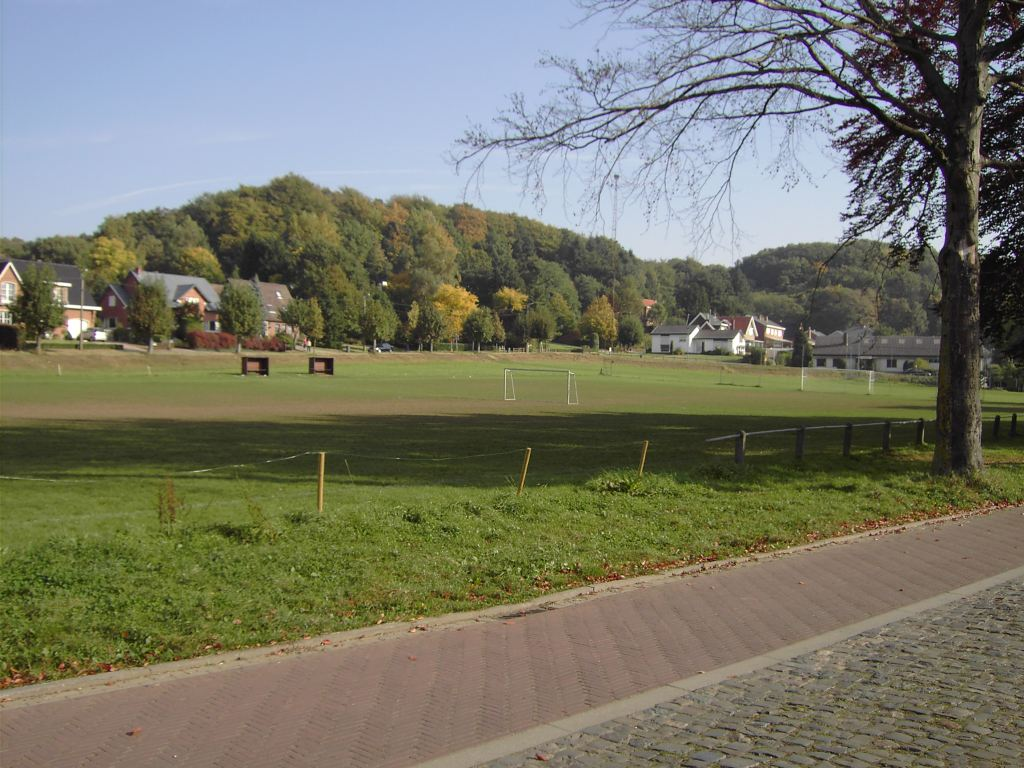
Voetbalveld VK Linden
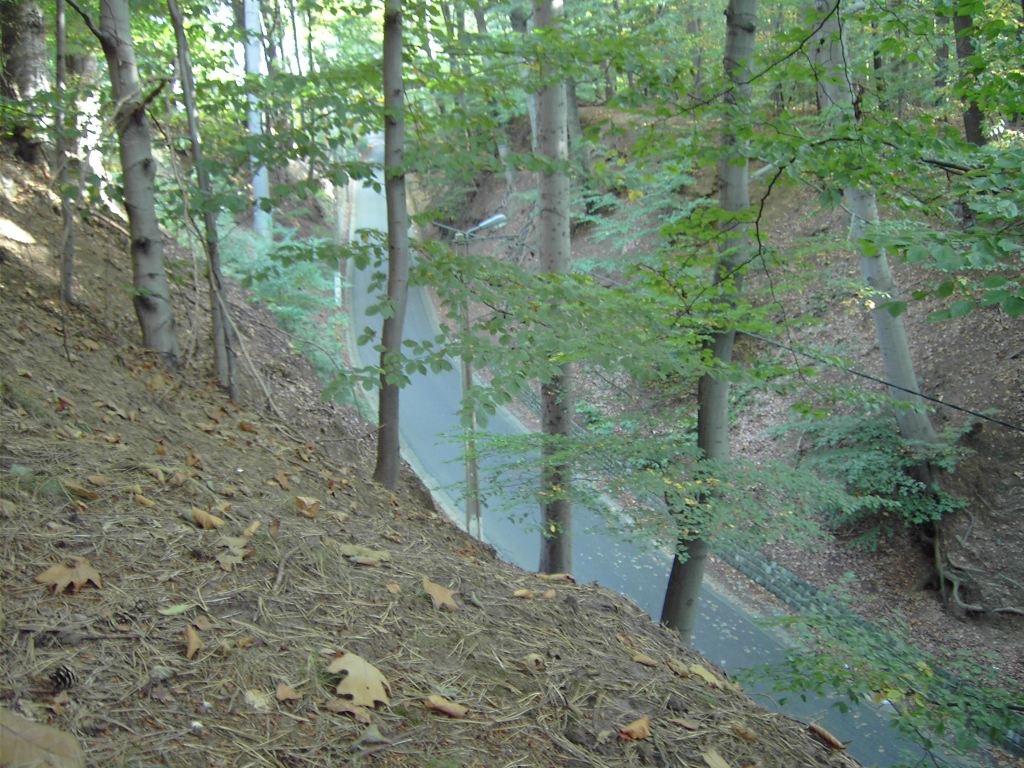
Steenveldstraat
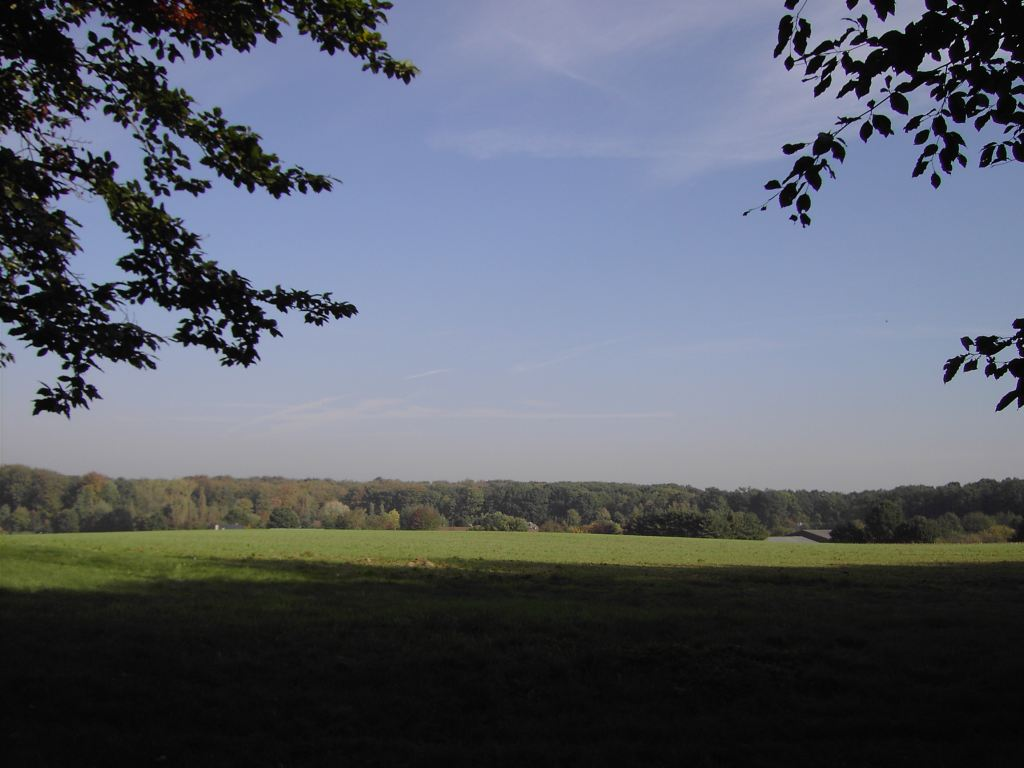
Zicht op Hoog-Linden
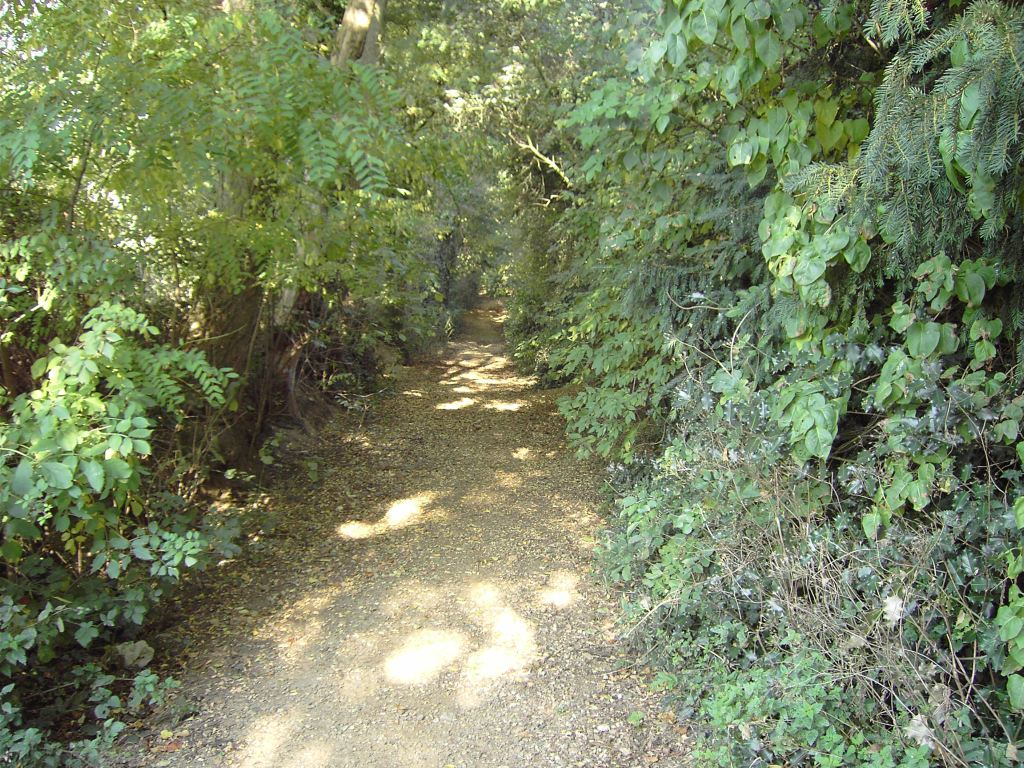
Weg van de Speelberg naar Holsbeek

### Allerlei

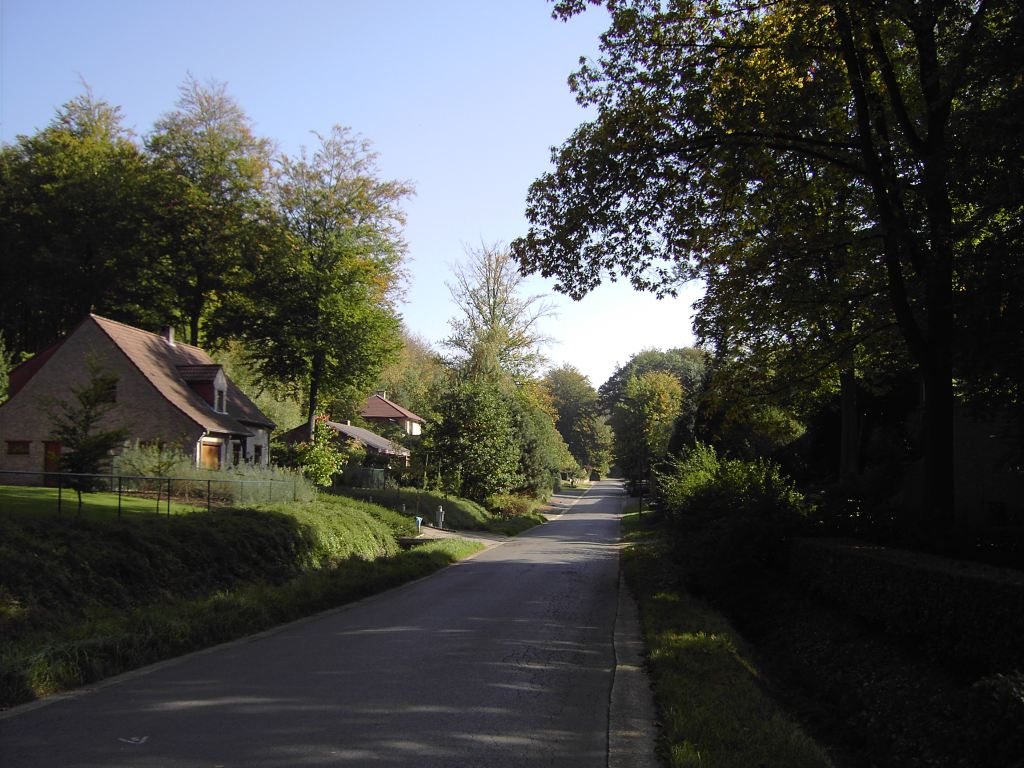
Verkaveling Hoog-Linden
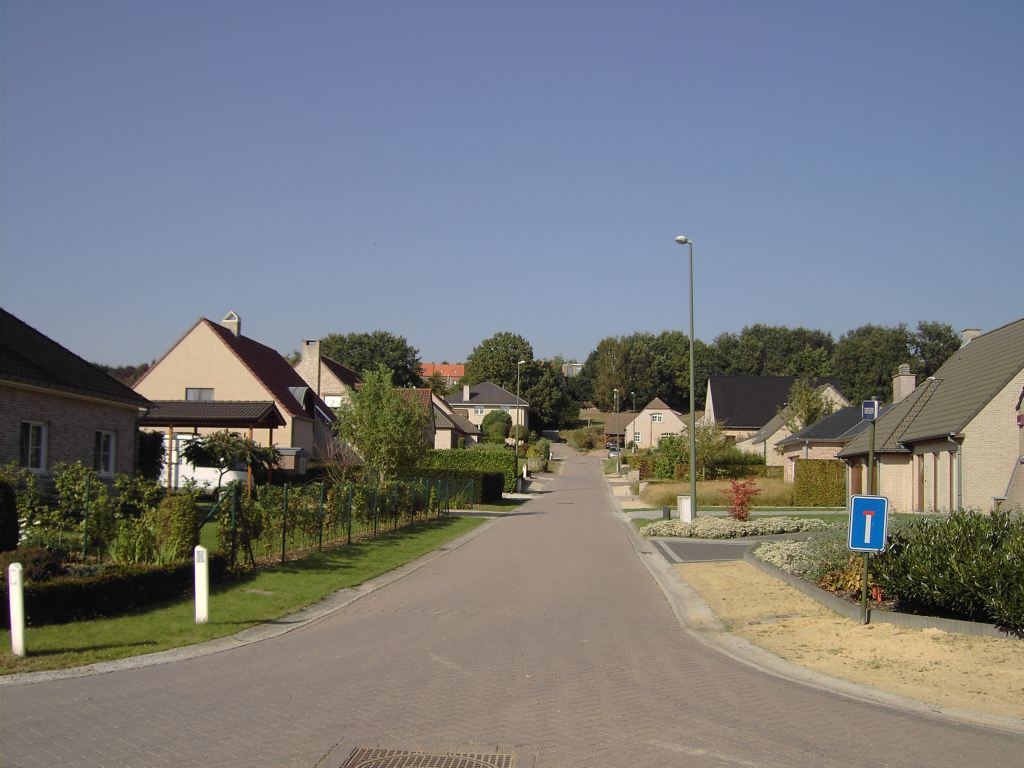
Verkaveling Linden
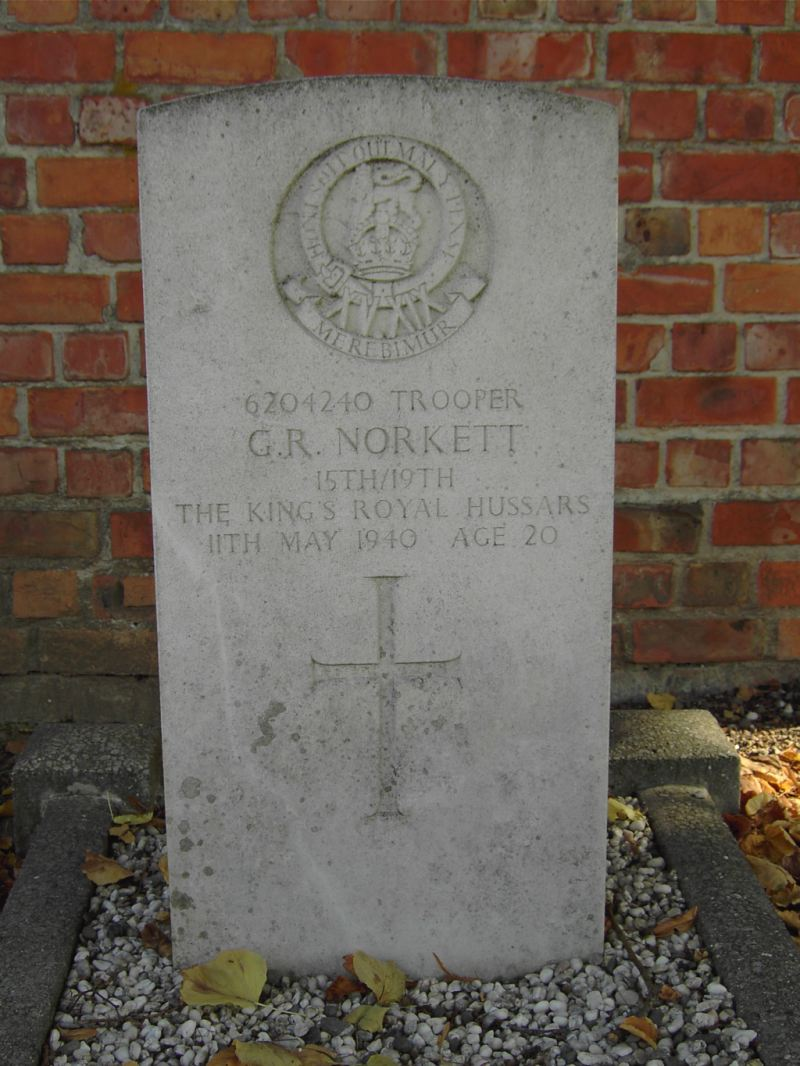
Graf van een Engelsman
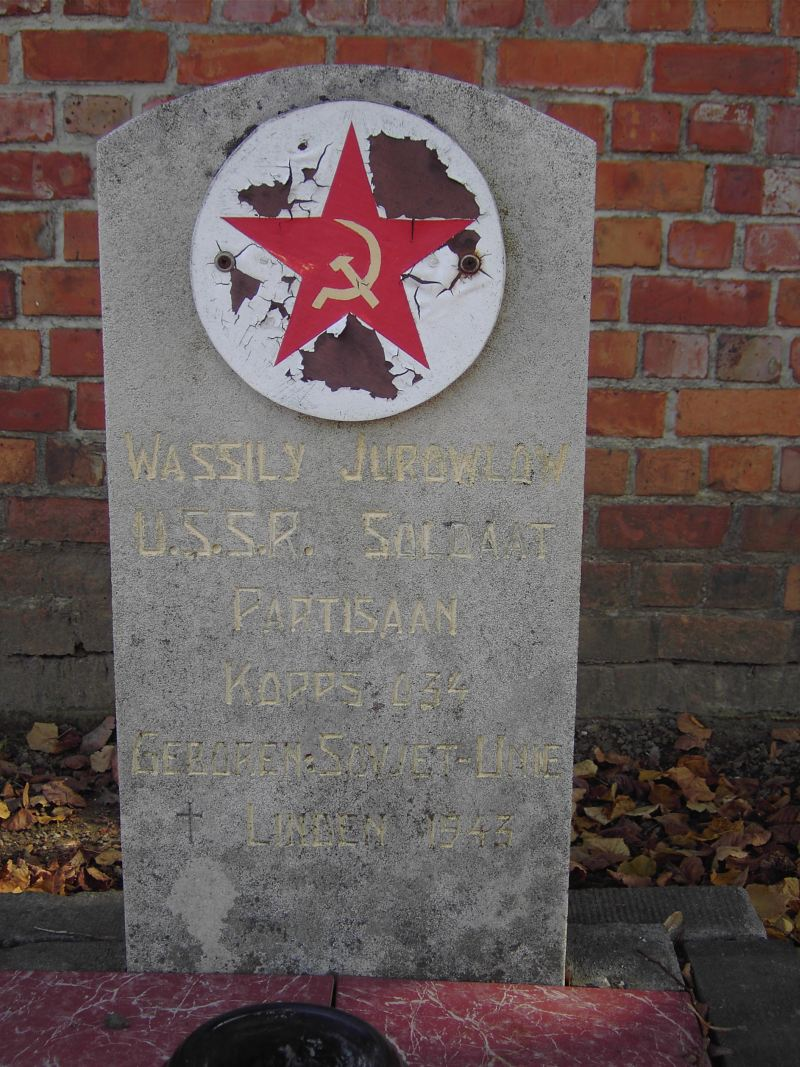
Graf van een Rus
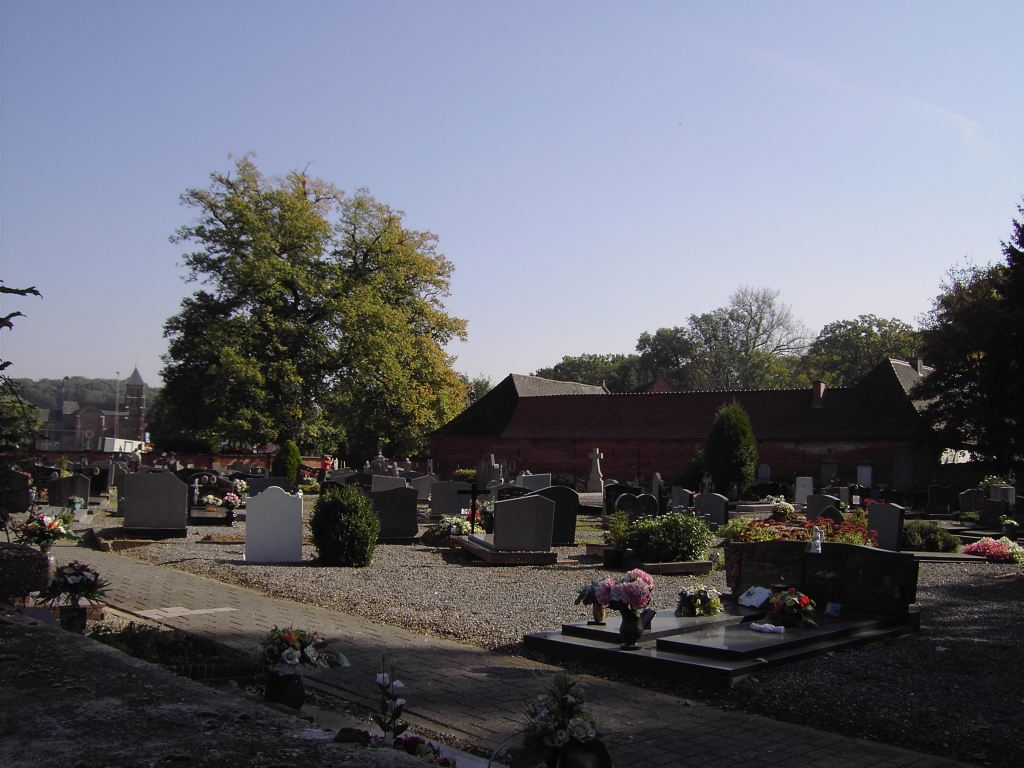
Kerkhof

## Nabijgelegen kernen
Kessel-Lo, Pellenberg, Sint-Bernard, Holsbeek